# The Following
The Following è una serie televisiva statunitense trasmessa dal 2013 al 2015 sulla rete televisiva Fox, per un totale di tre stagioni.

## Trama
Ryan Hardy, un ex agente dell'FBI esperto nell'elaborazione di profili psicologici, ritorna in attività quando il diabolico assassino seriale che aveva arrestato nove anni prima, Joe Carroll, evade dalla prigione nella quale era rinchiuso.
Prima e durante la prigionia, Carroll sfrutta i social media per alimentare una setta e una sorta di culto degli omicidi seriali che ha come filo conduttore i romanzi di Edgar Allan Poe.
Ryan Hardy, dopo aver individuato i primi potenziali bersagli del maniaco omicida (l'ex moglie Claire Matthews e la dottoressa Sarah Fuller, unica donna a essergli sopravvissuta), affiancato dagli agenti Debra Parker e Mike Weston si ritrova a guidare un gruppo operativo per catturare gli assassìni sparsi negli Stati Uniti, seguaci del maniaco e inseriti in diversi rami della società.
Ognuno di loro deve seguire, secondo le istruzioni di Joe Carroll, una vittima in particolare e svolgere il proprio compito in un preciso istante; ognuna di queste persone è chiamata follower.

## Episodi
| Stagione         | Episodi | Prima TV USA | Prima TV Italia |
| ---------------- | ------- | ------------ | --------------- |
| Prima stagione   | 15      | 2013         | 2013            |
| Seconda stagione | 15      | 2014         | 2014            |
| Terza stagione   | 15      | 2015         | 2015            |

## Personaggi e interpreti

### Principali
- Ryan Hardy (stagioni 1-3), interpretato da Kevin Bacon, doppiato da Francesco Prando.
È un ex-agente dell'FBI specializzato nell'elaborazione di profili psicologici che nel 2003 è riuscito a catturare il serial killer Joe Carroll. Crede che sulla sua famiglia e su di lui gravi una maledizione che fa morire tutte le persone a lui care avendo visto morire il padre durante una rapina a un piccolo supermarket da parte di tossicodipendente e il fratello pompiere morto durante gli attentati dell'11 settembre. Alle volte sembra mostrare un lato oscuro e spietato come quando si vendica del tossico che aveva ucciso suo padre forzandolo, sotto la minaccia di sparargli, a drogarsi troppo per farlo morire di overdose o come quando uccide per vendicarsi uno dei seguaci di Joe responsabile di aver sepolto viva l'agente Debra Parker ed averne quindi causato la morte. Rimasto invalido dopo essere stato pugnalato al cuore da Carroll, vive grazie a un pacemaker. Hardy viene richiamato in servizio come consulente dopo l'evasione di Joe Carroll dal carcere. Hardy è anche autore di un libro sul caso di Joe Carroll dal titolo The Poetry of a Killer. All'inizio della serie appare come un uomo ritirato dal mondo che lo circonda, al confine con l'alcolismo, tormentato dal suo senso di colpa, perché non è riuscito a identificare Carroll come il serial killer dopo il loro primo incontro e così Carroll ha potuto uccidere altre cinque vittime prima che fosse catturato, tuttavia, più tardi nella serie Hardy inizia ad aprirsi ai suoi colleghi e, più tardi, a Claire Matthews, con cui aveva precedentemente instaurato una relazione. Nella seconda stagione vediamo Ryan in disintossicazione dall'alcol e professore universitario di criminologia, tuttavia segretamente ancora indaga sulla setta di Joe insieme a sua nipote Max. Viene nuovamente coinvolto nelle indagini dai seguaci di Carroll arrivando a scoprire così che Joe è ancora vivo. Quando riesce a consegnare nuovamente Joe all'FBI e a farlo trasferire nel braccio della morte in attesa della sua esecuzione, ha continui incubi su di lui. Si fidanza in seguito con una dottoressa di nome Gwen. Dopo aver assistito alla scarcerazione del dottor Strauss per insufficienza di prove a causa della morte di Carrie Cooke, affronta altri suoi allievi, tra cui Theo Noble, che lo ucciderà. In questa stagione Ryan cambia profondamente, diventando più aggressivo, psicotico e autodistruttivo, specialmente dopo che Jo verrà giustiziato. Nello scontro finale con Theo, riesce a salvare Gwen, ma il serial killer riesce ad alzarsi, nonostante gli abbia sparato, e si salva dal tentativo di suicidio dello stesso, salvo poi cadere in acqua poco dopo. Diverso tempo dopo, arriva all'ospedale dove Mike è ricoverato e scopre che l'agente Campbell, sua grande amica, è in realtà alleata con l'organizzazione di Eliza, una donna senza scrupoli, che gestisce una rete di serial killer molti ricchi e potenti. Ryan vedendola si farà dire tutto quella che sa al riguardo e alla fine la ucciderà, però preferisce far credere a tutti che sia morto perché è consapevole che le persone per cui Eliza lavora sono troppo pericolose e potenti e potrebbero fare del male alle persone che lui ama, quindi con la sua finta morte riuscirà a proteggerle. Deciderà di distruggere l'organizzazione di Eliza ponendo con la sua uscita dall'ospedale (passando davanti a Gwen, senza che lei lo sappia anche se intuisce qualcosa) la fine dell'intera serie.
- Joe Carroll (stagioni 1-3), interpretato da James Purefoy, doppiato da Massimo Rossi.
È un professore di letteratura inglese della Winslow University e un romanziere in erba. Credendo, come il suo eroe Edgar Allan Poe, nella "follia d'arte", inizia la sua attività di spietato serial killer, uccidendo ed eviscerando 14 studentesse. Nonostante sia rinchiuso nel Virginia Central Penitentiary, Carroll riesce a creare un culto attorno a sé, arruolando vari seguaci disposti a uccidere, rapire e sacrificarsi per la sua causa. Muore, apparentemente, nell'ultimo episodio della prima stagione per colpa di un'esplosione innescata da Ryan per poi riapparire nella seconda stagione rivelando di essere sopravvissuto all'esplosione ed essere scappato per potersi nascondere. Entrerà nella nuova setta preparata da Lily, con cui passerà anche una notte di sesso, per poi abbandonarla nel momento peggiore. Si andrà quindi ad unire alla setta Korban, diventandone il profeta e capo assoluto dopo aver eliminato il precedente capo Micah e sua moglie Julia. Dopo un duro scontro con Hardy, viene nuovamente arrestato dall'FBI e condotto nel braccio della morte. Il giorno della sua esecuzione riesce a prendere in ostaggio delle persone, obbligando Ryan a fargli visita nel carcere, i due poi iniziano a dialogare e Ryan gli chiede perché appare continuamente nei suoi sogni e Joe gli spiega che lui è la sua ragione di vita e di lavoro, addirittura definisce Ryan un suo follower. Affronta poi insieme allo stesso, diversi carcerati che la sorella di Theo fa evadere dalle loro celle con l'intento di uccidere Ryan, ma lui e Joe hanno la meglio su di loro. Alla fine subisce l'esecuzione tramite iniezione letale, con Ryan nelle vesti di spettatore. Dopo la sua morte apparirà più volte nella mente di Ryan, come a personificare il suo lato oscuro.
- Claire Matthews (stagioni 1-2), interpretata da Natalie Zea, doppiata da Francesca Fiorentini.
È l'ex moglie di Joe Carroll, con cui ha avuto un figlio, Joey Matthews, e anche lei, come il marito, è docente universitaria. Dopo l'arresto del marito ha avuto una relazione con Ryan Hardy. Nel finale della prima stagione la si crede morta per poi scoprire nella seconda che è ancora in vita. Lei e Ryan si lasciano definitivamente alla fine della seconda stagione poiché lei desidera il meglio per l'uomo ma rappresenta anche il suo passato.
- Debra Parker (stagione 1), interpretata da Annie Parisse, doppiata da Laura Boccanera.
È una specialista dell'FBI sul comportamento di culti e sette; si vede costretta, su malgrado, ad affiancare Ryan Hardy nelle indagini su Carroll e i suoi seguaci. I suoi genitori fanno parte di una setta, che una volta li costrinse quasi a seviziare Debra, cosa che ha molto segnato Debra e l'ha spinta ad intraprendere la carriera nell'FBI con specializzazione appunto in sette. Sarà Debra ad inventare il nome del culto fondato da Joe Carroll, il Carrollismo. Muore in uno degli ultimi episodi della prima stagione dopo essere stata sepolta viva dai seguaci di Joe causando molta rabbia e dolore sia in Ryan che in Mike.
- Michael "Mike" Weston (stagione 1-3), interpretato da Shawn Ashmore, doppiato da David Chevalier.
Giovane agente dell'FBI, Weston ha scritto la sua tesi di laurea su Joe Carroll, e si è formato attraverso il lavoro di Ryan Hardy, che vede come un eroe. Egli è considerato l'esperto del team su Joe Carroll, e mostra una padronanza con i computer che usa per aiutare a monitorare Carroll e i suoi seguaci. Verrà torturato da Roderick e dagli altri seguaci di Joe per scoprire l'ubicazione del nascondiglio di Claire, entrata nel programma di protezione dell'FBI. Con l'avanzare della serie mostrerà un carattere sempre più cinico e disilluso simile a quello di Ryan arrivando ad aiutare quest'ultimo a torturare un seguace di Carroll pur di salvare Debra cosa che non avrebbe mai fatto all'inizio. Dopo l'esplosione al faro nell'ultimo episodio della prima stagione è lui ad eseguire il test del DNA sui resti ritrovati del serial killer e a dichiararlo morto non sapendo che quei resti provengono dal corpo di un fratello illegittimo e sconosciuto di Carroll e che sono stati sostituiti dai membri della setta del serial killer durante un'effrazione al deposito prove dell'FBI. Nella seconda stagione lo si vede alle volte in preda a momenti in cui diventa irriconoscibile, sfoderando una violenza inaudita, come quando quasi uccide a botte Luke o uccide Lily Grey, rea di aver ucciso suo padre. Nel finale della seconda stagione lo si vede baciarsi con Max Hardy nipote di Ryan, nonostante lei sia fidanzata con Tom, anche lui agente dell'FBI che trova in Mike un potenziale rivale in amore, arrivando quasi ad essere ucciso dallo stesso. Ma verrà salvato. In seguito verrà rapito da Theo, dopo che Hardy ha preso in ostaggio la sorella. Verrà accoltellato tre volte alla schiena da Mark Gray, ma riuscirà a sopravvivere.
- Emma Hill (stagioni 1-2), interpretata da Valorie Curry, doppiata da Emanuela Damasio.
È una delle seguaci di Joe Carroll. Emma Hill incontra Carroll nel 2003 e diventa una delle sue prime seguaci. Attraverso Joe, Emma conosce Jacob Wells di cui si innamorerà. Anni dopo, sotto la sua direzione, assume l'identità di Denise Harris e lavora come tata per l'ex moglie di Carroll, prendendosi cura del figlio di Carroll, Joey Matthews. In seguito diventa anche l'amante di Carroll, che dichiarerà di amare tanto quanto Jacob. Emma è una delle poche adepte di Joe ad essersi salvata evitando la cattura. Nella seconda stagione verrà avvicinata dalla nuova setta di Lily Gray, in particolare da Mark, che la vuole usare per avvicinare Joe. Fuggirà con quest'ultimo tradendo il resto della setta. Morirà alla fine della stagione uccisa da Claire.
- Jacob Wells (stagione 1), interpretato da Nico Tortorella, doppiato da Luigi Morville.
È l'amante di Emma Hill e un altro dei seguaci di Carroll. Sotto l'identità di Will Wilson ha vissuto per anni accanto a Sarah Fuller (unica donna sopravvissuta a Carroll), assieme a Billy Thomas, come una coppia gay, secondo parte del piano di Carroll. Verrà ucciso da Emma che non voleva fuggire con lui abbandonando Joe.
- Paul Torres (stagione 1), interpretato da Adan Canto, doppiato da Gianfranco Miranda.
È un altro seguace di Carroll. Come Billy Thomas, ha vissuto con Will Wilson accanto a Sarah Fuller, interpretando un'amorevole coppia gay. Paul è geloso del rapporto tra Jacob ed Emma. Ferito durante il sequestro di Joey Matthews chiederà a Jacob di essere ucciso per non venire catturato.
- Joey Matthews (stagione 1), interpretato da Kyle Catlett, doppiato da Lorenzo D'Agata.
È il figlio di Joe Carroll e Claire Matthews. Verrà rapito da Roderick al fine di poter avere una merce scambio sia con l'FBI e con Joe.
- Luke (stagione 2) e Mark Gray (stagioni 2-3), interpretati da Sam Underwood, doppiati da Davide Perino.
Sono due gemelli, entrambi seguaci di Joe Carroll ed assassini spietati. Luke sembra essere quello più cinico e violento dei due mentre Mark sembra essere quello più sensibile e buono anche se affetto dalla fobia del contatto con le altre persone. Mark inoltre sembra essere molto attratto da Emma. Luke verrà quasi ucciso da Mike durante una colluttazione per poi venire ucciso da Max durante una sparatoria. Successivamente si allea con Kyle e Daisy, allievi del Dottor Strauss e subisce uno sdoppiamento di personalità. Mike Weston cercherà in ogni incontro con lui di ucciderlo, senza successo. Dopo essersi alleato con Theo, la sorella e Daisy, viene tradito e fugge. Ritrova Mike in un garage con Max Hardy, e tenta di ucciderlo con un coltello, ma Mike riesce a prendere la pistola e a ucciderlo prima che possa ferire anche la sua ragazza.
- Max Hardy (stagioni 2-3), interpretata da Jessica Stroup, doppiata da Stella Musy.
Nipote di Ryan Hardy, è un agente della polizia di New York che lavora nella divisione di Intelligence. In segreto aiuta Ryan nelle sue personali indagini su ciò che rimane della setta di Carroll pur non condividendo molti dei modi di Ryan ed esortandolo a più riprese a condividere le sue informazioni con l'FBI. Nel finale della seconda stagione la si vede baciarsi con Mike Weston, ma l'arrivo nella terza del fidanzato Tom, anche lui agente dell'FBI metterà in dubbio le sue scelte d'amore.
- Lily Gray (stagione 2), interpretata da Connie Nielsen, doppiata da Roberta Pellini
È una commerciante d'arte sopravvissuta ad una scia di omicidi. Si rivelerà essere membro e capo della "nuova" setta di Joe e figura materna per Luke e Mark. Tenterà di controllare Joe con cui passerà una notte di sesso, ma quando Luke verrà catturato da Ryan e gli verrà richiesto di fare uno scambio con Joe, Lily drogherà quest'ultimo per andare allo scambio con un altro ostaggio. Quando Joe si risveglierà, le volterà le spalle: scappa con Emma e la lascia nei guai. Alla fine il piano per riavere suo figlio, fallisce e tenta di scappare insieme a suo figlio Mark, vedendo Luke catturato. Dopo qualche ora Lily capisce che Joe l'ha tradita e perciò si arrabbia, cercando di vendicarsi delle persone che l'hanno ridotta così (Ryan, Mike e Joe). La vendetta verso Ryan fallisce, che ha tentato di uccidere Max, invece a Mike è andata peggio, mentre pensavano che fosse finita Ryan riceve un video che rivela che Lily è casa del padre di Mike, uccidendolo. Mike, sopraffatto dalla collera, uccide Lily, vendicando suo padre.
- Arthur Strauss (stagioni 2-3), interpretato da Gregg Henry, doppiato da Antonio Sanna.
Un dottore e anche il mentore di Joe Carroll a cui ha insegnato ad asportare chirurgicamente gli occhi alle vittime, verrà arrestato con un suo nuovo allievo mentre cerca di fare lo stesso a Carrie Cooke sotto gli occhi di Ryan. Viene scagionato a seguito della morte della giornalista per mano di altri due suoi allievi. Si rifugia con Daisy in una baita grazie all'aiuto di un suo amico gestore di una tavola calda. Verrà ucciso dal suo miglior allievo Theo, il quale lo accusava di essere un egoista, dato che per procurare dei documenti falsi a Strauss ha dovuto esporsi.
- Gwen Carter (stagione 3), interpretata da Zuleikha Robinson, doppiata da Monica Ward.
Medico e nuovo interesse amoroso di Ryan, i due andranno a vivere insieme. Pur amando Ryan, per lei è molto difficile stargli vicino, data l'incapacità di Ryan di gestire i dilemmi emotivi che derivano dal suo lavoro. Scoprirà di aspettare un bambino da lui, ma deciderà di lasciarlo dopo che lui la tradirà con un'altra, ricadendo nuovamente nell'alcolismo, capendo che Ryan non riuscirà mai a mettere ordine nella sua vita. Il serial killer Theo Noble la rapirà, ma Ryan riuscirà a salvarla. Nel finale della serie diventerà madre di un bambino, anche se non avrà Ryan accanto a sé, credendolo morto.
- Terrence Jackson/Theo Noble (stagione 3), interpretato da Michael Ealy, doppiato da Andrea Mete.
Spietato serial killer e hacker, è un uomo freddo, calcolatore e riflessivo, quando Jo era ancora un professore alla Winslow University lui assistette a una sua lezione, Jo rimase molto colpito da Theo. Il dottor Strauss lo reputa il suo miglior allievo, quando lui scapperà dalle autorità Theo gli procurerà dei documenti falsi, ma spinto da un attacco di rabbia Theo uccide Strauss, dato che per colpa sua ha dovuto esporsi, infatti Theo è stato per tanto tempo invisibile all'occhio delle autorità, proprio grazie alla sua capacità di avere un profilo basso, ma dopo quello che ha fatto per aiutare Strauss è entrato nel mirino di Ryan e della sua squadra. In apparenza sembra un bravo marito e un padre affettuoso, ma poi ucciderà anche la sua stessa moglie. Dato che per colpa dello spirito zelante di Ryan ora è ricercato dalle autorità, non potendo più vivere un'esistenza normale, deciderà di vendicarsi di Ryan distruggendo la sua vita. Dopo altri vari omicidi, l'astio nei confronti di Ryan si accentuerà quando lui ucciderà sua sorella Penny. Theo poi rapirà la fidanzata di Ryan, ma lui gli sparerà. Tuttavia sopravvive, e si butta con l'agente dalla diga, ma Ryan riuscirà a salvarsi. Probabilmente è morto, anche se il suo corpo non è stato ritrovato.

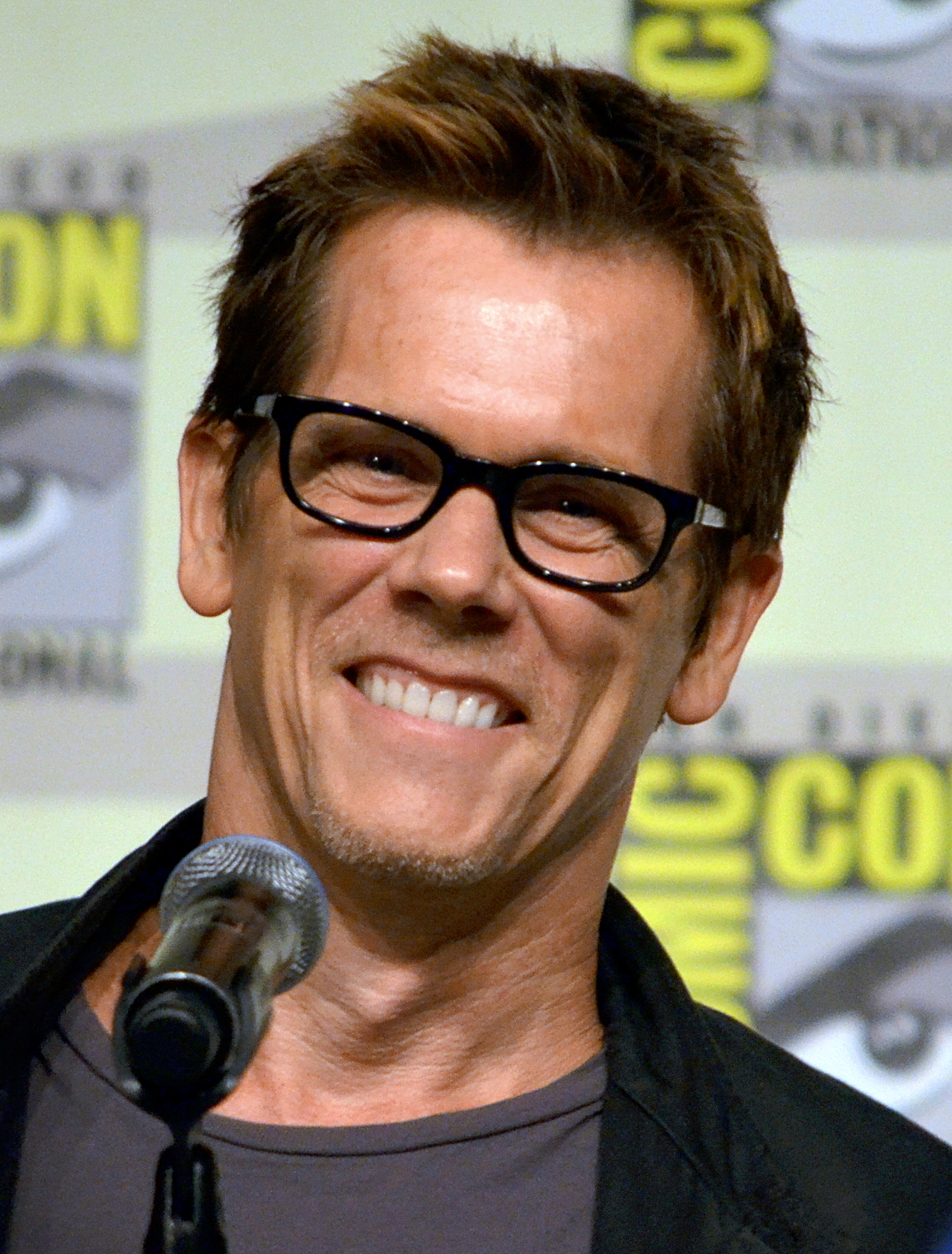
Kevin Bacon interpreta Ryan Hardy
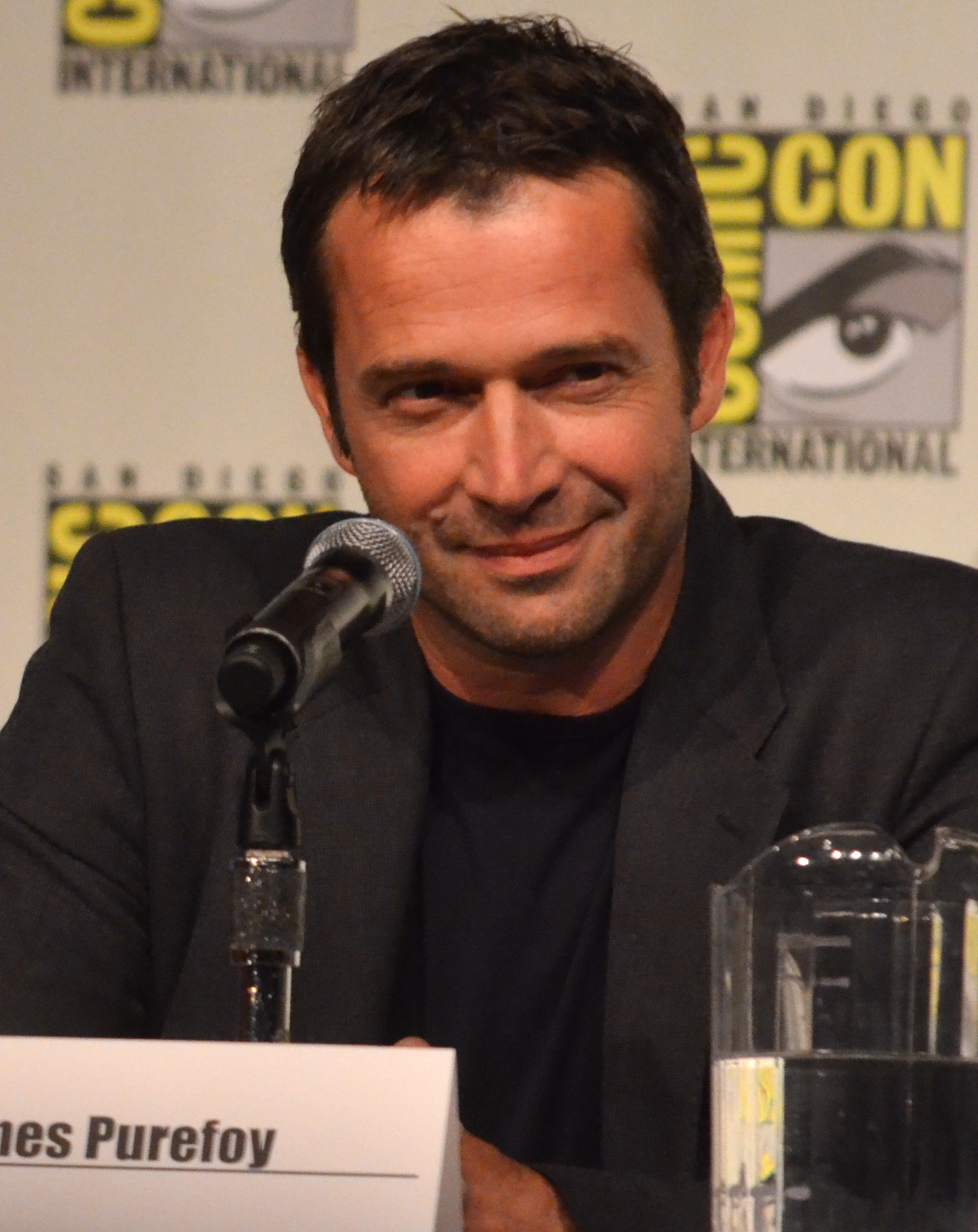
James Purefoy interpreta Joe Carroll
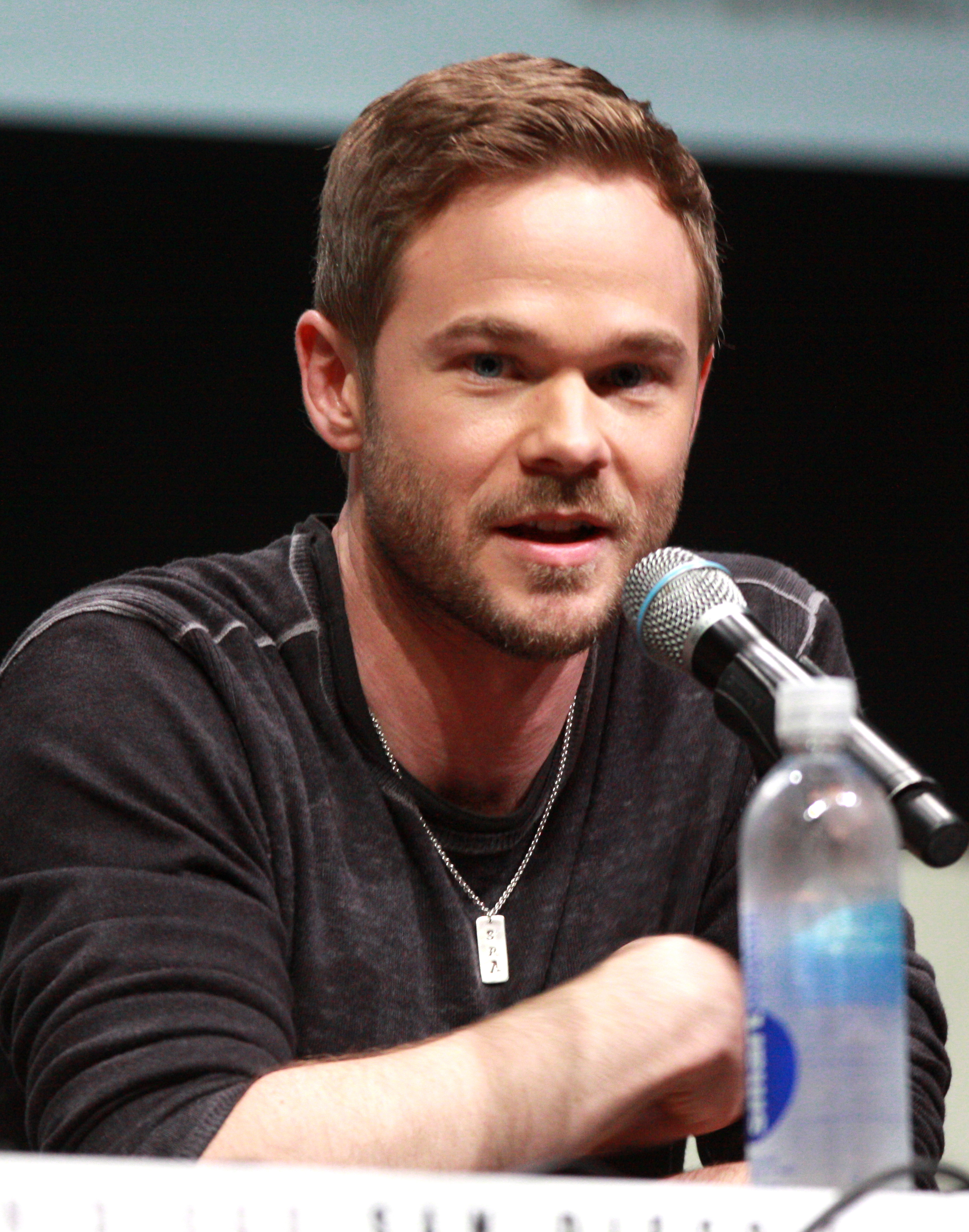
Shawn Ashmore interpreta Mike Weston
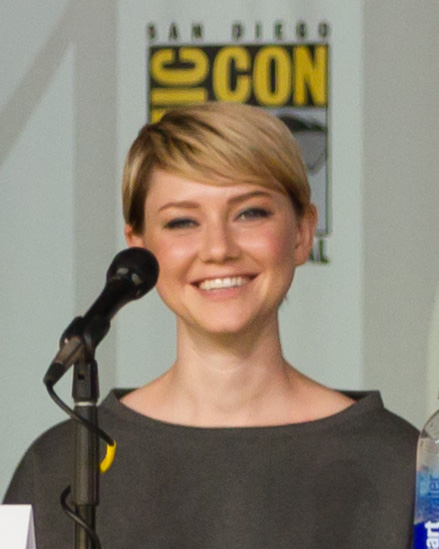
Valorie Curry interpreta Emma Hill
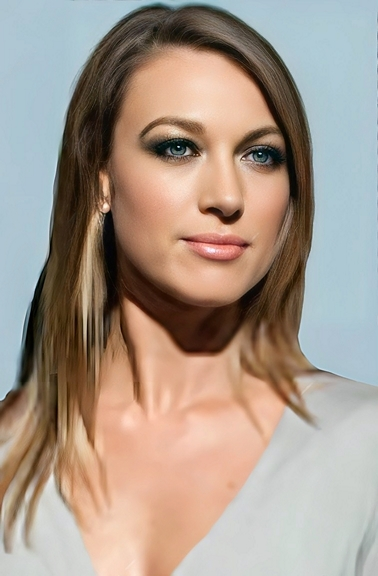
Natalie Zea interpreta Claire Matthews
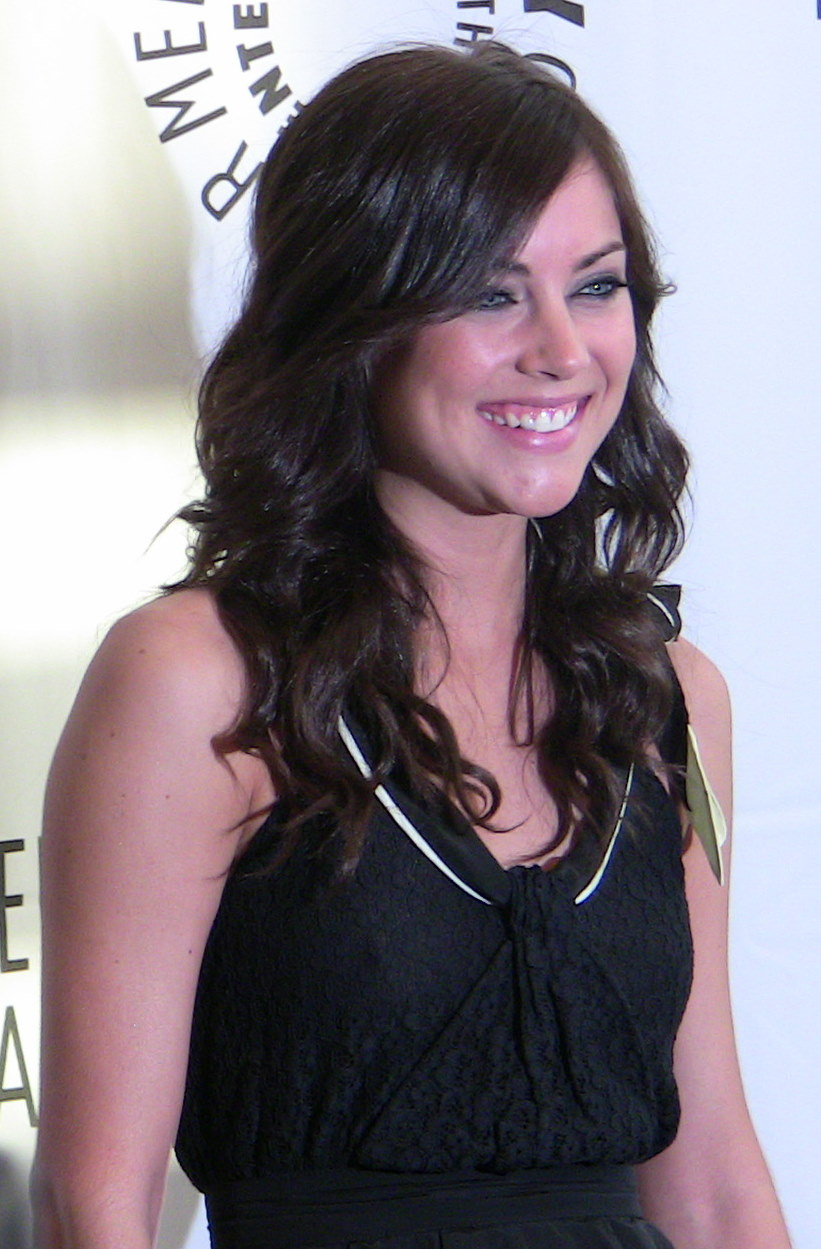
Jessica Stroup interpreta Max Hardy
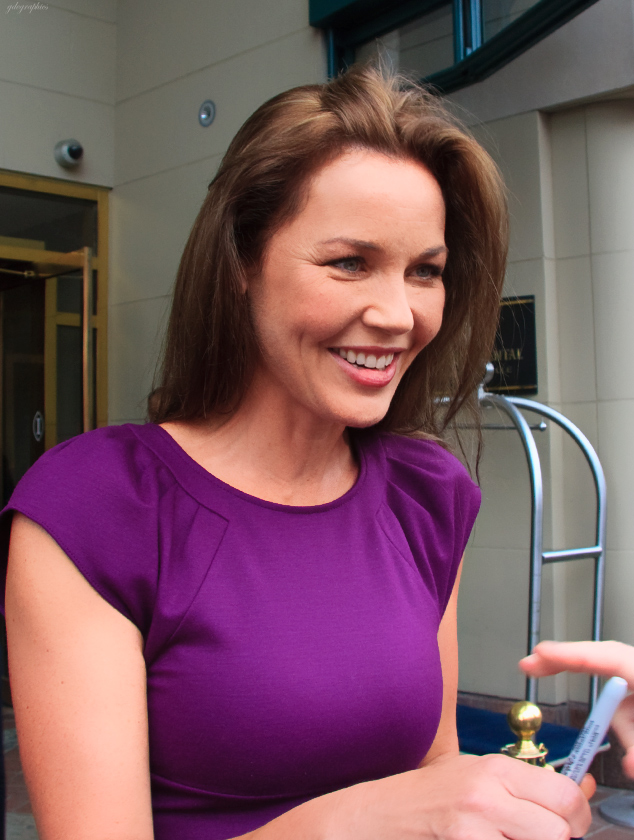
Connie Nielsen interpreta Lily Gray
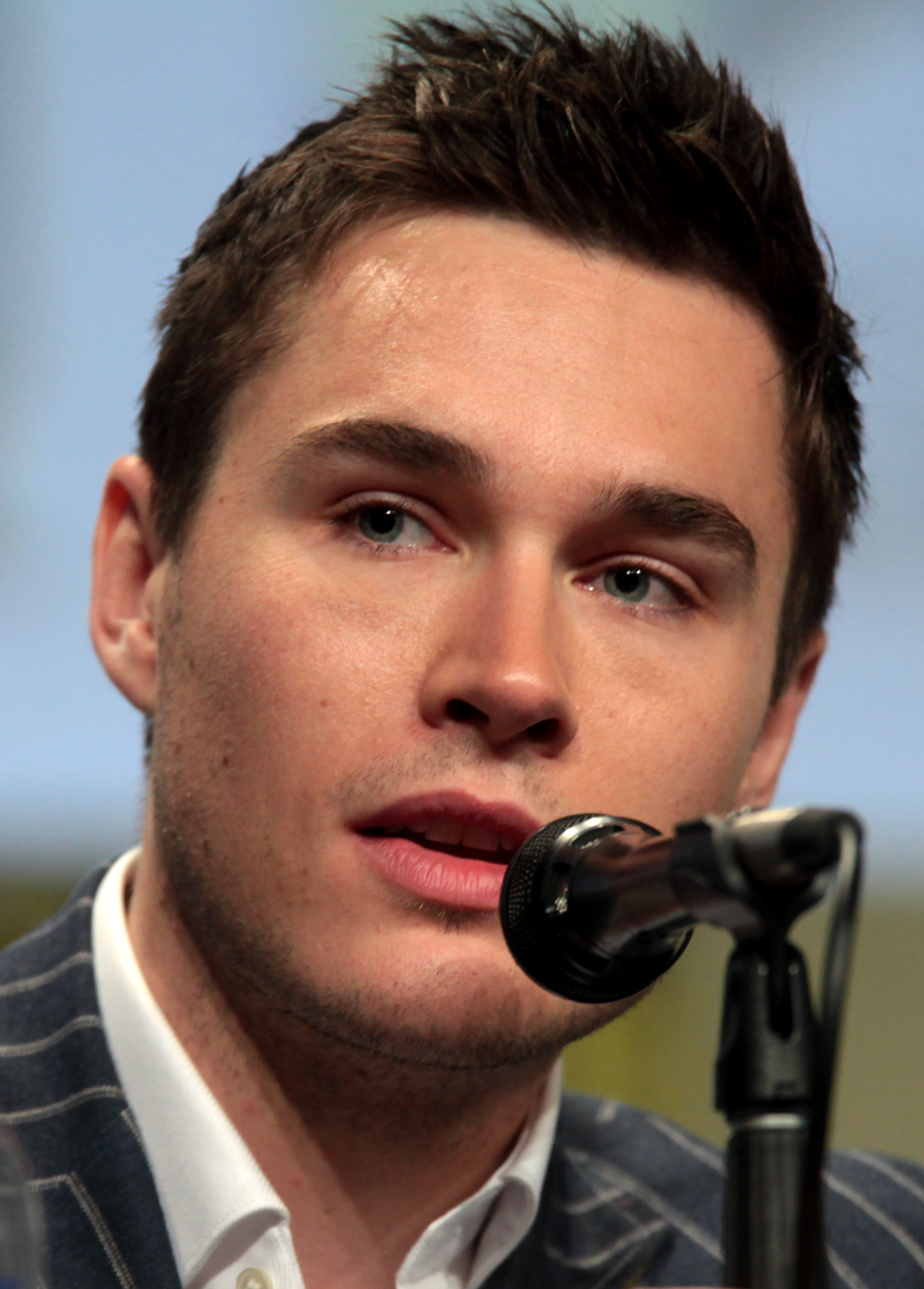
Sam Underwood interpreta Luke e Mark
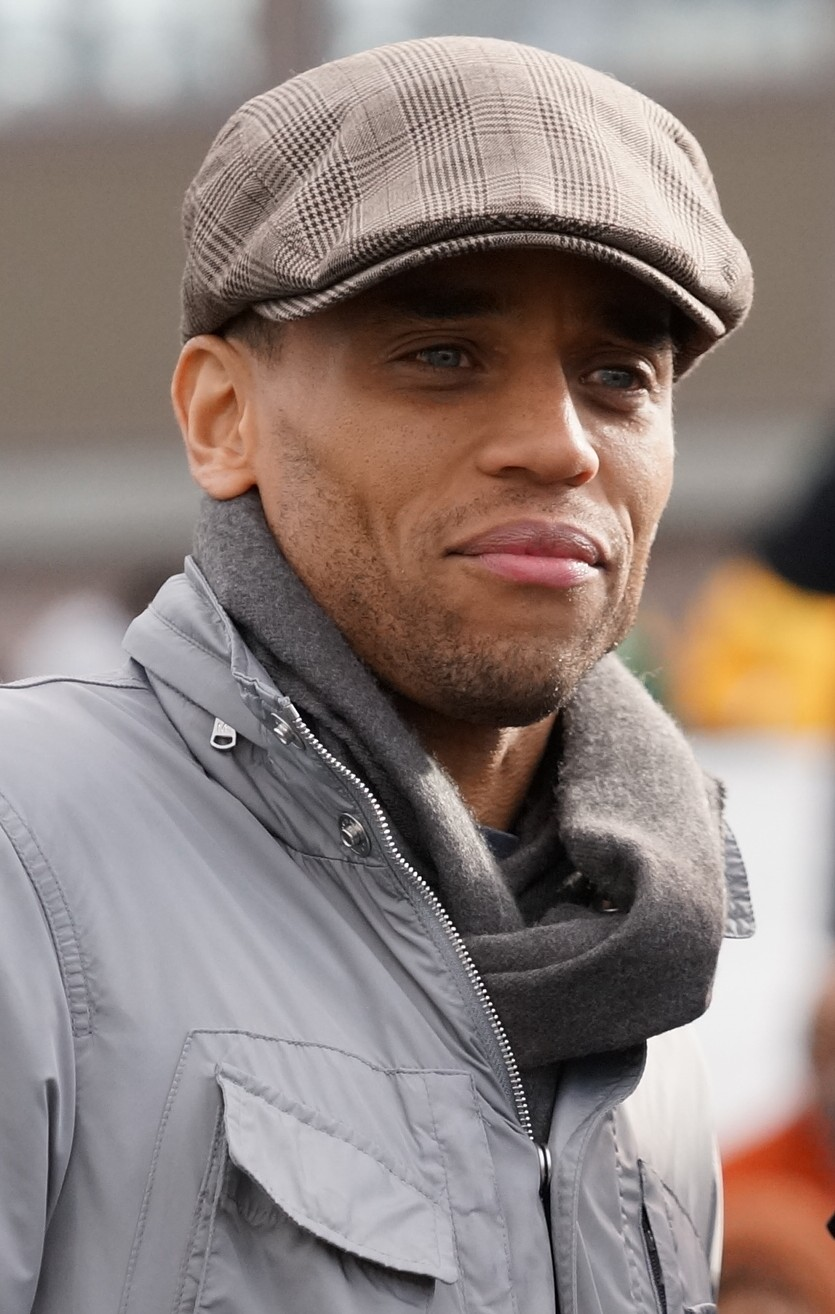
Michael Ealy interpreta Theo Noble

### Ricorrenti
- U.S. Marshal Scott Turner (stagioni 1-3), interpretato da John Lafayette, doppiato da Saverio Moriones.
Uno degli agenti incaricati di dare la caccia a Carroll.
- Haley Mercury (stagioni 1, 3), interpretata da Afton Williamson.
Profiler dell'FBI che aiuta l'agente Hardy a trovare i membri della setta di Joe e anche Mark Gray dopo la morte della sua famiglia.
- Nick Donovan (stagioni 1, 3), interpretato da Mike Colter, doppiato da Massimo Bitossi.
Agente dell'FBI a capo della squadra che si occupa della ricerca di Joe Carroll dopo la sua seconda evasione. Si scontra spesso con Ryan Hardy, salvo poi collaborare con lui. Viene ferito gravemente da una follower di Joe, ma si riprende poco dopo. Torna poi nella terza stagione per aiutare nella ricerca dei nuovi serial killer.
- Agente Troy Riley (stagione 1), interpretato da Billy Brown, doppiato da Roberto Draghetti.
Collega di Ryan Hardy, viene ucciso da Maggie Kester.
- Roderick (stagione 1), interpretato da Warren Kole, doppiato da Emiliano Coltorti.
Apparentemente un insospettabile sceriffo di contea, Roderick è in realtà il primo seguace mai reclutato da Carroll ed il suo braccio destro oltre che colui che ne ha organizzato la setta. Tradirà Joe rapendo Joey quando scoprirà di essere stato semplicemente usato da Carroll. Secondo il suo piano Joe avrebbe dovuto essere creduto morto, cosa che avviene dopo l'esplosione al faro nell'ultimo episodio della prima stagione, e come conferma di ciò avrebbe dovuto essere sostituito il suo DNA sul luogo dell'incidente utilizzando quello di un fratello quasi sconosciuto di Joe. Verrà ucciso dai seguaci di Joe.
- Molly (stagione 1), interpretata da Jennifer Ferrin, doppiata da Barbara De Bortoli.
Infermiera ed ex-ragazza di Ryan si scoprirà essere una seguace di Carroll, che gli ha affidato il compito di seguire Ryan, andandoci eventualmente anche a letto, al fine di procurarsi informazioni su di lui per poi ucciderlo. Molly è una serial killer identificata come angelo della morte, in quanto da infermiera ha ucciso addirittura più persone di Joe. Nell'ultima puntata della prima stagione pugnala a sorpresa Ryan e Claire.
- Olivia Warren (stagione 1), interpretata da Renée Elise Goldsberry.
Avvocato di Joe Carroll.
- Charlie Mead (stagione 1), interpretato da Tom Lipinski, doppiato da Stefano Crescentini.
Follower di Joe Carroll, verrà ucciso da quest'ultimo.
- Deirdre Mitchell (stagione 1), interpretata da Chinasa Ogbuagu.
Profiler dell'FBI.
- Rick Kester (stagione 1), interpretato da Michael Drayer, doppiato da Davide Perino.
Follower di Joe Carroll, viene ucciso da Ryan.
- Maggie Kester (stagione 1), interpretata da Virginia Kull, doppiata da Francesca Manicone.
Moglie di Rick e follower di Joe Carroll, viene uccisa da Mike.
- Megan Leeds (stagione 1), interpretata da Li Jun Li, doppiata da Elena Perino.
Impiegata in un negozio di alimentari, viene rapita da Paul, Jacob ed Emma. Viene liberata poco tempo dopo.
- Louise Sinclair (stagione 1), interpretata da Annika Boras.
Follower di Joe Carroll e ragazza di Roderick.
- Vince McKinley (stagione 1), interpretato da Christopher Denham.
Follower di Joe Carroll.
- Jordy Raines (stagione 1), interpretato da Steve Monroe.
Follower di Joe Carroll.
- David (stagione 1), interpretato da Arian Moayed.
Follower di Joe Carroll.
- Gina Mendez (stagioni 2-3), interpretata da Valerie Cruz, doppiata da Sabrina Duranti.
Agente dell'FBI a capo delle indagini sulla nuova setta di Joe Carroll. Viene accoltellata da Jana Murphy, fortunatamente Gina viene ricoverata in ospedale, riuscendo a salvarsi. Prosegue la sua collaborazione con Ryan quando i nuovi allievi del dottor Strauss mandano avanti la scia di morti causata dal loro predecessore Joe Carroll. Si dimette poco dopo, a causa della troppa scia di morti.
- Jeffrey Clarke (stagioni 2-3), interpretato da Felix Solis, doppiato da Andrea Lavagnino.
Agente dell'FBI e diretto superiore di Ryan Hardy. Ne diviene il direttore nella terza stagione, salvo poi essere rapito da Kyle e Daisy, allievi del dottor Strauss, e ucciso da un loro collaboratore, Neil, il quale lo uccide in maniera brutale, slogando tutte le sue articolazioni, per poi rinchiudere il suo corpo in un contenitore.
- Judy Lang (stagione 2), interpretata da Carrie Preston, doppiata da Claudia Razzi.
Ammiratrice di Joe Carroll e madre di Mandy. Cerca di curare Joe dal suo bisogno di uccidere. Viene uccisa da sua figlia Mandy.
- Mandy Lang (stagione 2), interpretata da Tiffany Boone. Uccide la madre Judy Lang, scappa con Joe Carrol, quando arriveranno alla Setta poi fuggirà per andare da Lily Gray, dove verrà uccisa dai figli gemelli di Lily Gray (Luke / Mark) per essersi rifiutata di rivelare dove si trova Joe Carrol. Joe Carrol, contattato telefonicamente, si rifiuta di effettuare uno scambio tra lui e Mandy, lasciandola morire.
- Gisele (stagione 2), interpretata da Camille De Pazzis, doppiata da Natascia Daunizeau.
Follower di Lily Gray, che lavora a stretto contatto con Luke e Mark, con il primo sembra avere una relazione sentimentale. Ama uccidere utilizzando una garrota. Viene uccisa da Ryan.
- Hopkins (stagioni 2-3), interpretato da Kyle Barisich, doppiato da Daniele Raffaeli.
Agente dell'FBI che lavora nella squadra di Ryan.
- Lawrence (stagione 2), interpretato da Montego Glover.
Agente dell'FBI
- Sami (stagione 2), interpretato da Bambadjan Bamba.
Figlio illegittimo di Lily Gray.
- Jamel (stagione 2), interpretato da Hugues Faustin.
Figlio illegittimo di Lily Gray.
- Radmilla (stagione 2), interpretata da Rita Markova.
Figlia illegittima di Lily Gray.
- Micah (stagione 2), interpretato da Jake Weber, doppiato da Roberto Pedicini.
Leader della setta di Korban. Affascinato da Joe al punto di chiedergli di uccidere sua moglie che invece non lo approvava, verrà ucciso da questi per poter prendere il suo posto.
- Julia (stagione 2), interpretata da Jacinda Barrett, doppiata da Domitilla D'Amico.
Moglie di Micah e seconda in commando a Korban. Uccisa da Joe dietro autorizzazione del marito.
- Robert (stagione 2), interpretato da Shane McRae, doppiato da Stefano Crescentini.
Uno dei principali esponenti di Korban, che successivamente diventa seguace di Joe Carroll. Avrà un rapporto sessuale con Emma e verrà ucciso dalla stessa.
- Tilda (stagione 2), interpretata da Mackenzie Marsh.
Adepta di Korban.
- Lucas (stagione 2), interpretato da Josh Salatin.
Adepto di Korban.
- Angela (stagione 2), interpretata da Liza de Weerd.
Adepta di Korban.
- Jana Murphy (stagione 2), interpretata da Leslie Bibb.
Ex agente dell'FBI ed ex compagna di Gina Mendez, follower di Joe Carroll a cui passa informazioni dall'interno delle polizia. Pugnalerà Gina quando questa sospetterà un suo coinvolgimento con Carroll. Si ucciderà per non farsi catturare da Mike e Ryan.
- Kingston Tanner (stagione 2), interpretato da Tom Cavanagh, doppiato da Roberto Certomà.
Televangelista usato da Joe Carroll nel suo piano. Si uccide per evitare di far uccidere il figlio.
- Preston Tanner (stagione 2), interpretato da Carter Jenkins, doppiato da Flavio Aquilone.
Figlio di Kingston Tanner. Viene sequestrato da Carroll per manipolare il padre. Viene ucciso da Joe.
- Carrie Cooke (stagione 2), interpretata da Sprague Grayden, doppiata da Cinzia Villari.
Reporter televisiva in cerca di scoop, che intreccia una relazione con Ryan Hardy. Verrà più volte minacciata da Carroll in modo da poter diffondere alla TV i suoi messaggi video. Chiamata a testimoniare nel processo contro il dottor Strauss, mentore di Joe Carroll, viene bruciata viva in un furgone da altri due allievi di Strauss.
- Tom Reyes (stagione 3), interpretato da Gbenga Akinnagbe, doppiato da Massimiliano Plinio.
Agente della squadra recupero ostaggi dell'FBI e ragazzo di Max Hardy. Si ingelosisce riguardo alle continue attenzioni che l'agente Weston ha per lei, arrivando quasi durante un'irruzione ad ucciderlo, salvo poi salvarlo. Si scopre essere la talpa all'interno dell'FBI. Uccide l'agente Sloan per sbaglio e viene ricattato da Mark Gray e Daisy e costretto a farsi consegnare Mike Weston. Dopo lo scambio, tuttavia viene ucciso da Daisy.
- Andrew Sharp (stagione 3), interpretato da Michael Irby e doppiato da Franco Mannella.
Incontra Ryan Hardy ad una festa di gala e lo accusa di aver ucciso la figlia, adepta della setta Korban. È colui che porta in salvo al termine della seconda stagione Mark e il corpo senza vita del gemello Luke. Viene arrestato dopo vari omicidi commessi.
- Kyle Locke (stagione 3), interpretato da Hunter Parrish e doppiato da Marco Vivio.
Allievo del dottor Strauss, prosegue la scia criminale iniziata da Joe Carroll insieme alla sua fidanzata. Collabora anche con Mark Gray, che subisce uno sdoppiamento di personalità dopo la morte della madre e del fratello gemello. Dopo aver ucciso Carrie Cooke, testimone chiave nel processo contro il suo maestro, viene ucciso dall'agente Hardy, intimando alla sua ragazza di fuggire senza di lui.
- Daisy Locke (stagione 3), interpretata da Ruth Kearney e doppiata da Valentina Favazza.
Allieva del dottor Strauss e fidanzata di Kyle, nonché complice nei suoi omicidi. Dopo la morte del suo ragazzo, fuggirà con Strauss dopo che questi viene scagionato e dopo aver ferito quasi mortalmente Max Hardy. Rifugiatasi in una baita in montagna, assiste all'omicidio del suo mentore per mano di Theo. Si rifugia ad Atlantic City dove lavora come cameriera in un locale e ritrova Mark Gray con il quale si allea per arrivare a Mike Weston. Dopo la sua morte, rimane con Theo, stravolto per la morte della sorella. Viene uccisa da Max Hardy.
- Erin Sloan (stagione 3), interpretata da Monique Gabriela Curnen, doppiata da Benedetta Degli Innocenti.
Analista dell'FBI durante la ricerca dei nuovi allievi del Dr. Strauss. Scopre la mancanza di una prova importante per la ricerca dell'hacker (un portatile), distrutta da Tom Reyes, e va nel suo appartamento per un chiarimento. Trova il dossier sulla scomparsa e la distruzione dell'oggetto e viene accidentalmente uccisa da Tom.
- Neil (stagione 3), interpretato da Glenn Flesher.
Allievo del Dr. Strauss, specializzato nel vivisezionare le vittime. Vive con l'anziano padre, che crede che la moglie sia ancora viva. Fugge con lui, ma lo abbandona ad un centro commerciale, salvo poi essere fermato e ucciso da Ryan Hardy.
- Wallace (stagione 3), interpretata da Robin Weigert.
È il giudice che si occupa del processo di Arthur Strauss.
- Duncan Banks (stagione 3), interpretato da Tim Guinee.
Proprietario di una tavola calda, aiuta il dottor Strauss e Daisy a nascondersi dall'FBI. Dopo la morte del dottore, si allea con Theo, ma viene ucciso da Ryan.
- Hilary (stagione 3), interpretata da Allison Mack, doppiata da Francesca Manicone.
Nipote di Duncan e sceriffo del paesino dove vive. Aiuta l'FBI ad arrestare lo zio, complice del dottor Strauss.
- Cindy Noble (stagione 3), interpretata da Susan Kelechi Watson, doppiata da Maria Letizia Scifoni.
È la moglie di Theo, dalla quale ha avuto due bambini, non sembra conoscere la vera attività del marito, credendolo semplicemente un consulente di sicurezza informatica. Viene uccisa dallo stesso marito, quando questi scopre che l'FBI ormai è a conoscenza della sua doppia vita da serial killer, infatti Theo uccide Cindy per non lasciare tracce.
- Sophia "Penny" Tyler (stagione 3), interpretata da Megalyn Echikunwoke, doppiata da Valentina Mari.
Sorellastra di Theo. Si rifugia nella sua abitazione una volta che il fratello viene scoperto dall'FBI, proseguendo la sua scia criminale. Penny è l'unica persona che lui ami per davvero. Viene catturata e torturata da Ryan, e quando Theo rapirà Mike, per salvarlo, Ryan libera la sorella di Theo, quest'ultimo poi libera Mike, ma Penny, in collera con Ryan per averla torturata, lo affronterà, ma Ryan riuscirà a ucciderla con un colpo di pistola.
- Julianne Barnes (stagione 3), interpretata da Anna Wood, doppiata da Selvaggia Quattrini.
È l'avvocato di Arthur Strauss, viene uccisa da Mark Gray.
- Nathan Rhodes (stagione 3), interpretato da Cotter Smith, doppiato da Saverio Indrio.
È l'avvocato di Arthur Strauss, dopo averlo scagionato dalle accuse, viene ucciso da uno dei suoi allievi, Theo Noble.
- Gary (stagione 3), interpretato da Evan Hall, doppiato da Edoardo Stoppacciaro.
Theo lo trasforma in una specie di follower ai suoi comandi, dopo essersi guadagnato la sua stima uccidendo il suo ex superiore, dato che non aveva permesso a Gary di diventare un ranger, come lui desiderava. Theo lo fa entrare nel carcere dove Joe è rinchiuso per riferirgli un messaggio, facendolo spacciare per un secondino, ma alla fine Gary viene ucciso dallo stesso Joe.
- Dana (stagione 3) interpretata da Mouzam Makkar, doppiata da Chiara Gioncardi.
È l'avvocato di Joe, il giorno della sua esecuzione lei verrà aggredita dai detenuti del carcere che Penny aveva fatto evadere dalle loro celle, ma verrà salvata da Ryan.
- Oleg (stagione 3), interpretato da Robert Sedgwick, doppiato da Guido Di Naccio.
È un assassino psicopatico, fu lui a uccidere i genitori di Theo, su richiesta di quest'ultimo, quando aveva dieci anni. Viene arrestato da Ryan e Lisa.
- Eliza (stagione 3), interpretata da Annet Mahendru, doppiata da Chiara Colizzi.
Allieva del dottor Strauss e ricca donna d'affari. Si allea con Theo dopo la sua fuga con la sorellastra e la sua alleanza con Mark Gray e Daisy.
- Lisa Campbell (stagione 3), interpretata da Diane Neal, doppiata da Alessandra Korompay.
Agente dell'FBI insegnante a Quantico e amica di Ryan Hardy. Si scopre essere alleata con Eliza e dopo essere stata scoperta viene uccisa da Ryan, sancendo la fine dell'intera scia di morti.
- Royce (stagione 3), interpretato da Quincy Dunn-Baker, doppiato da Alessio Cigliano.
Agente dell'FBI a cui viene dato l'incarico di proteggere Gwen da Theo Noble, ma quest'ultimo lo ucciderà.

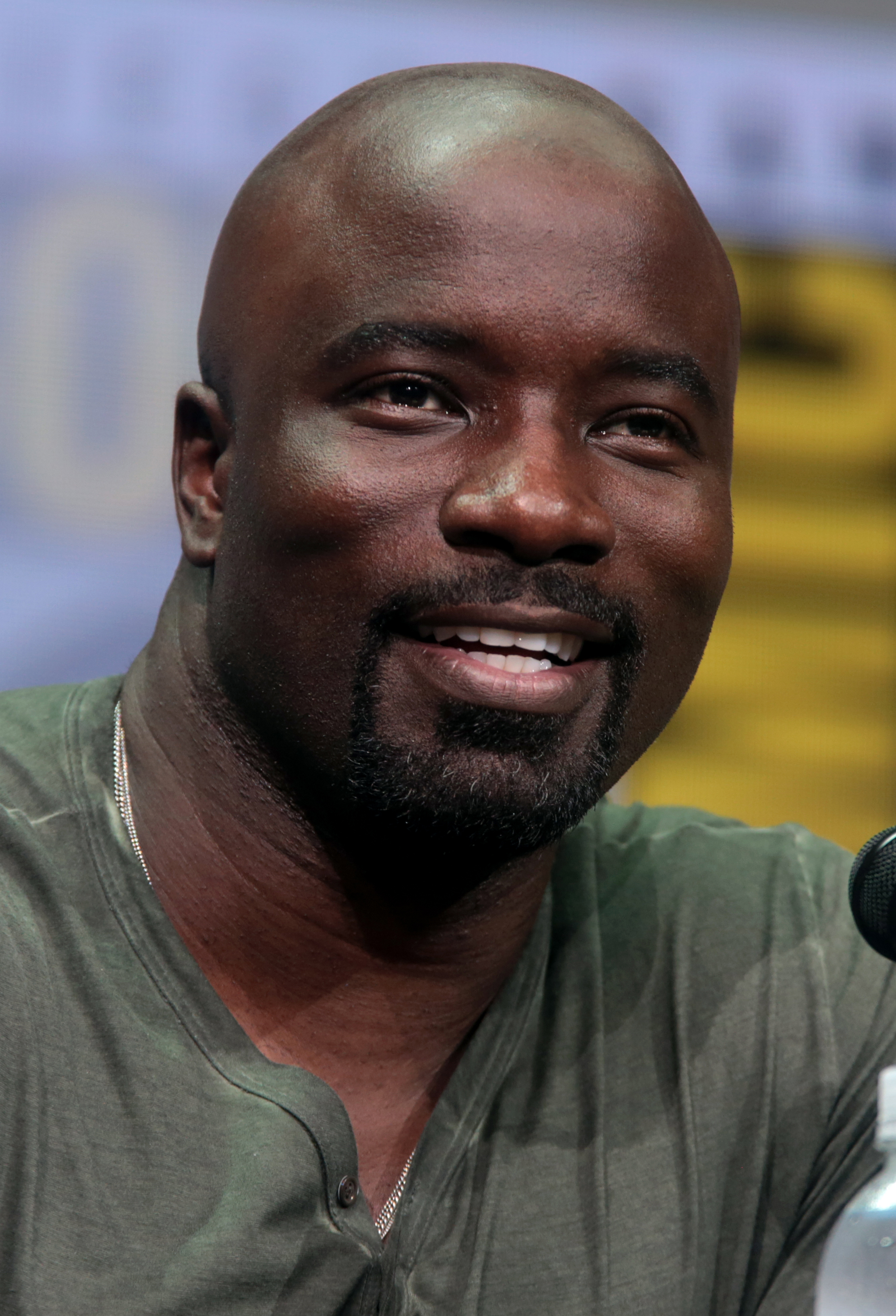
Mike Colter interpreta Nick Donovan
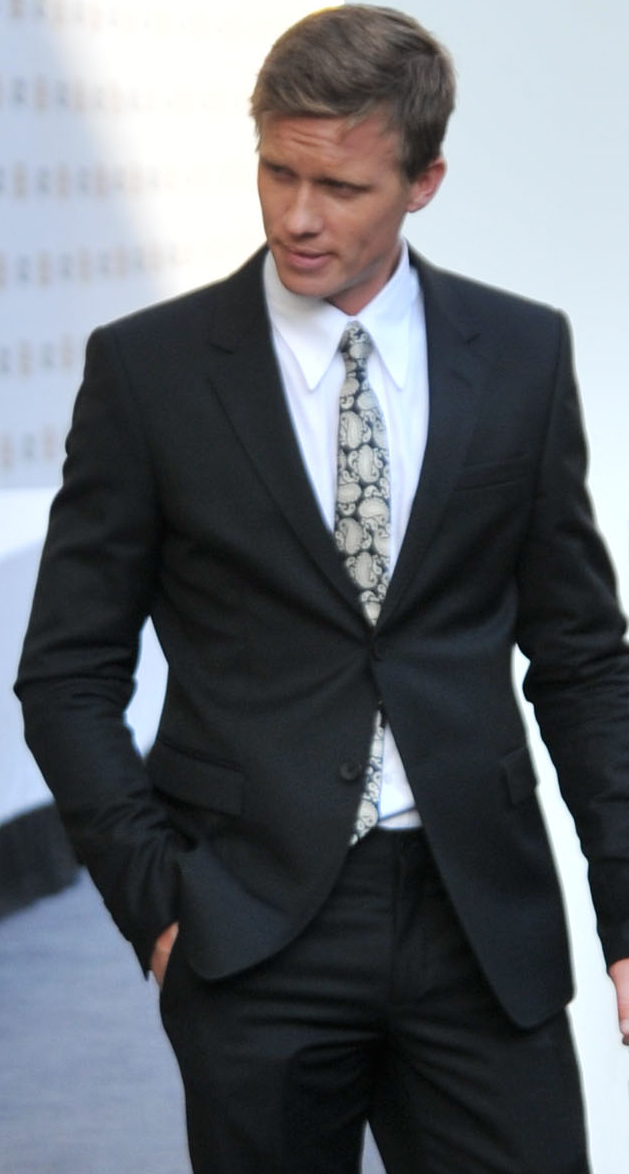
Warren Kole interpreta Roderik
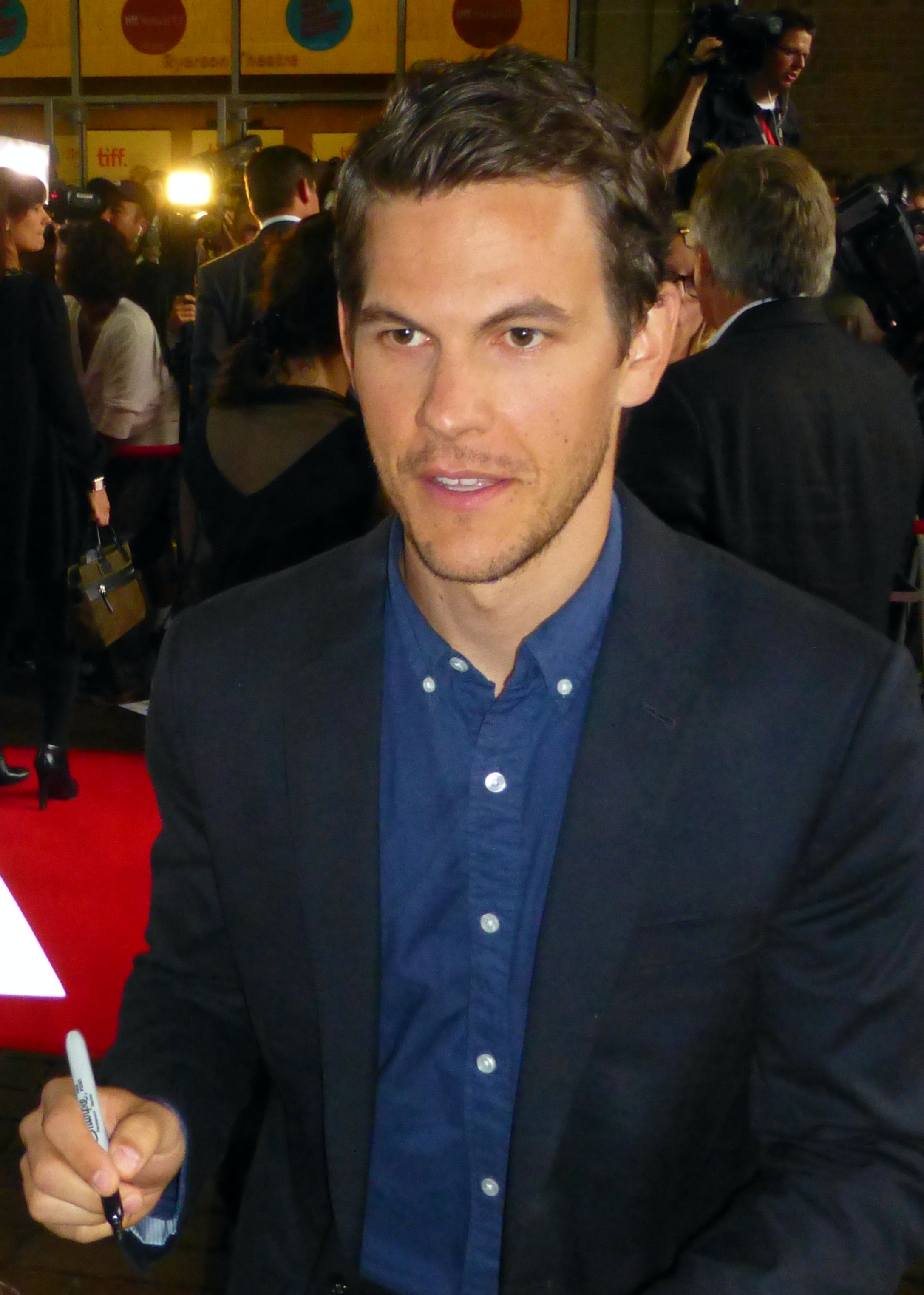
Tom Lipinski interpreta Charlie Mead
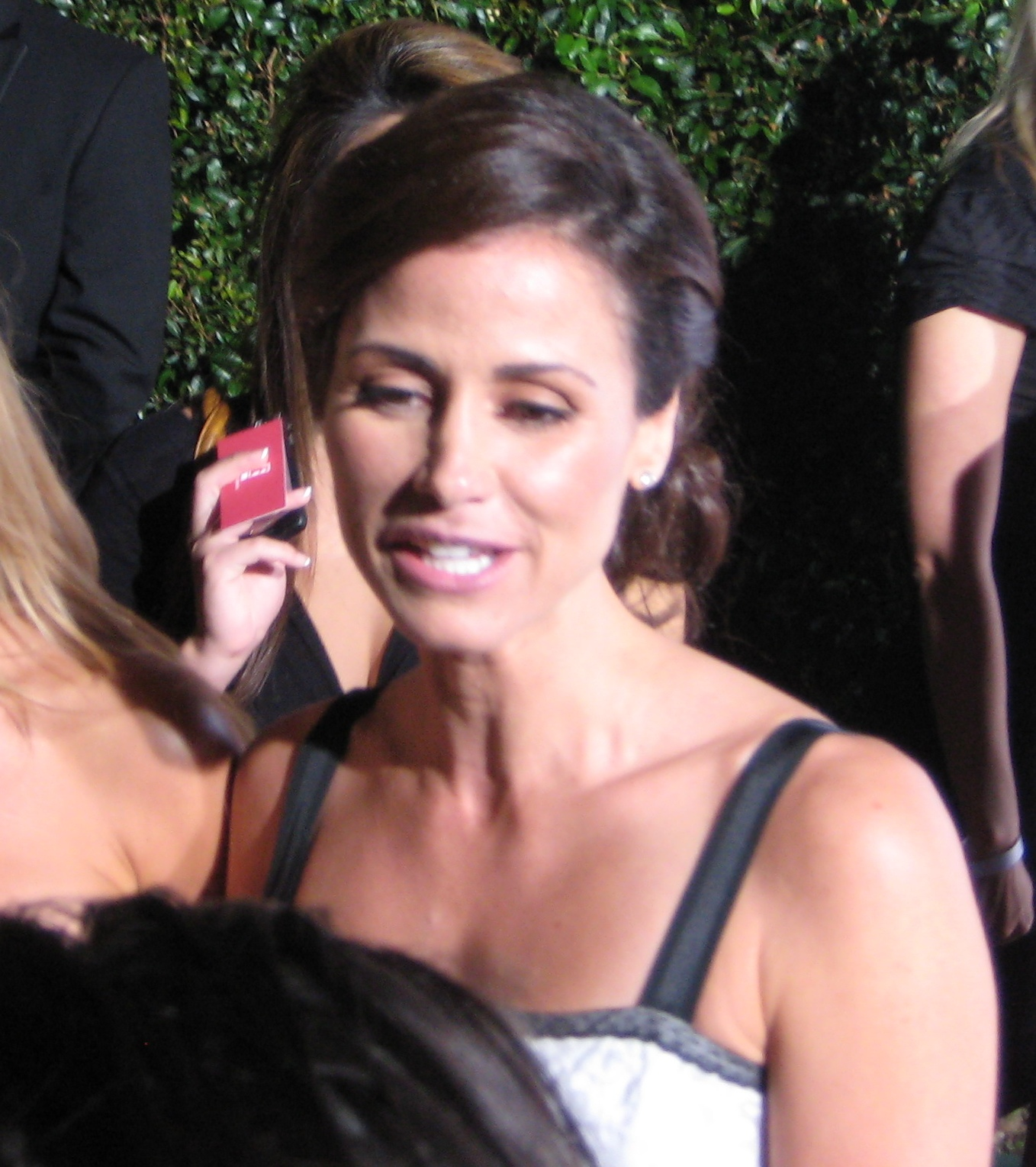
Valerie Cruz interpreta Gina Mendez
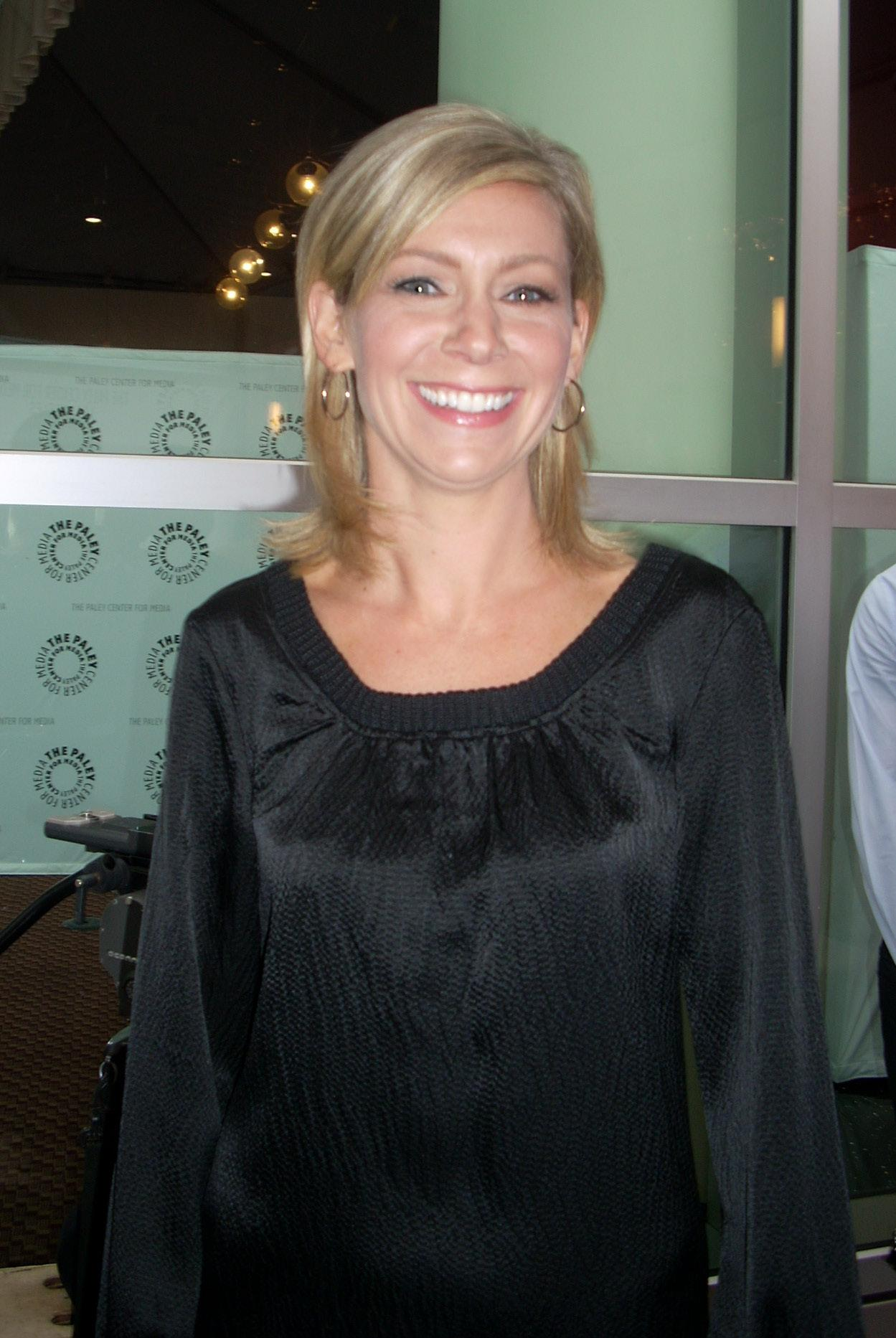
Carrie Preston interpreta Judy
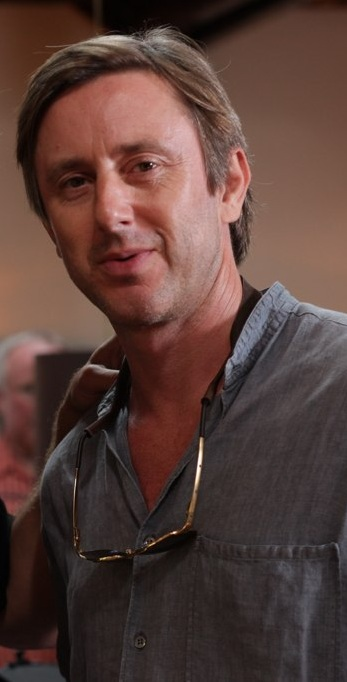
Jake Weber interpreta Micah
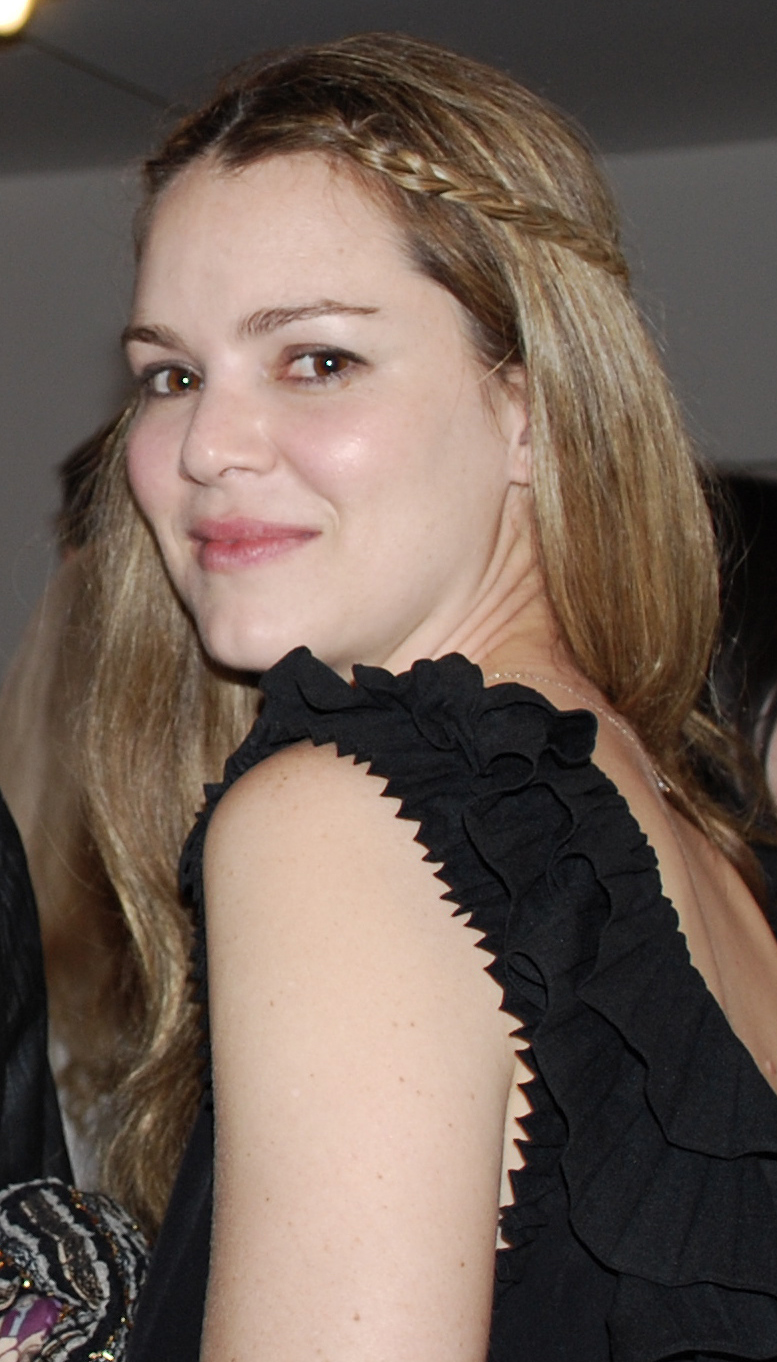
Jacinda Barrett interpreta Julia
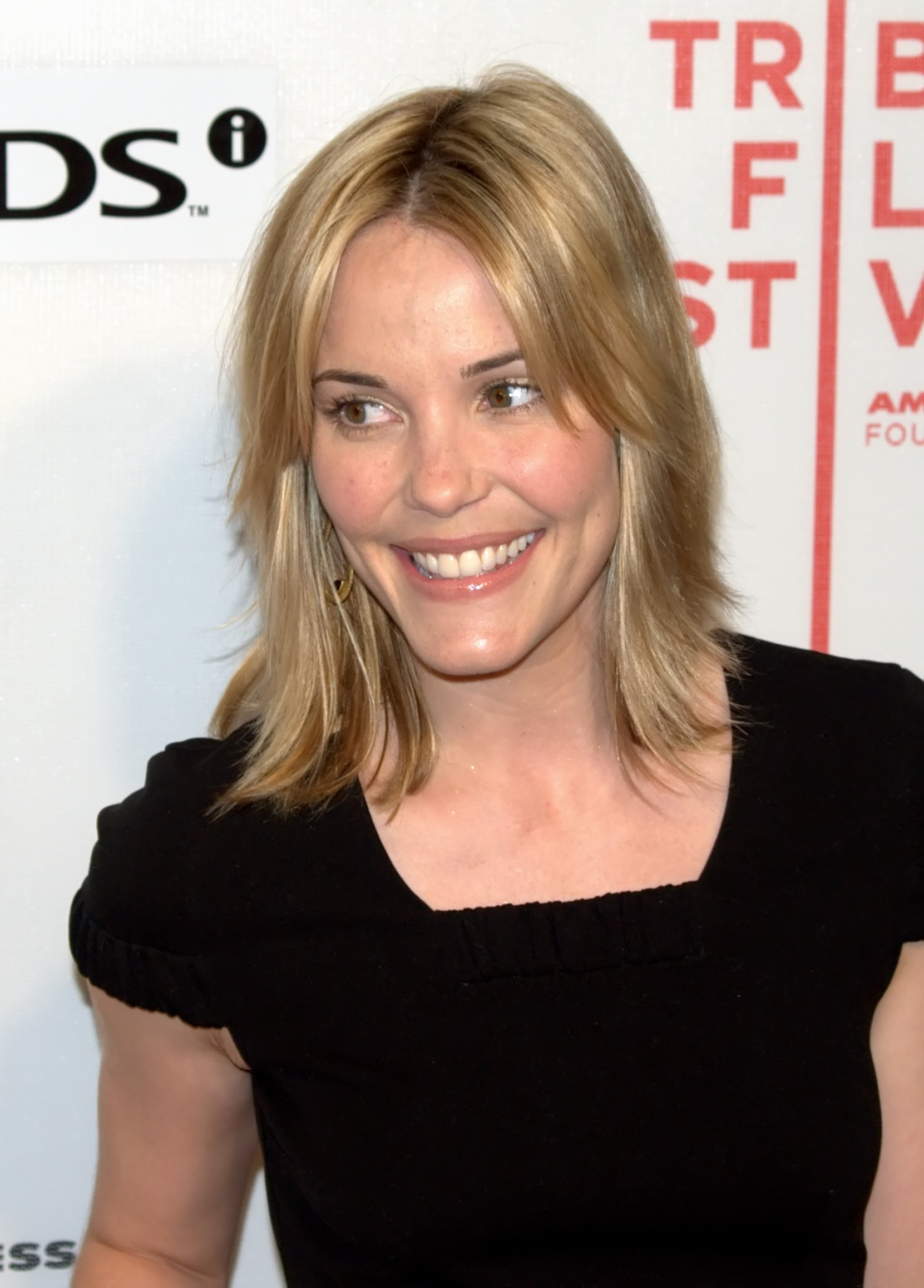
Leslie Bibb interpreta Jana Murphy
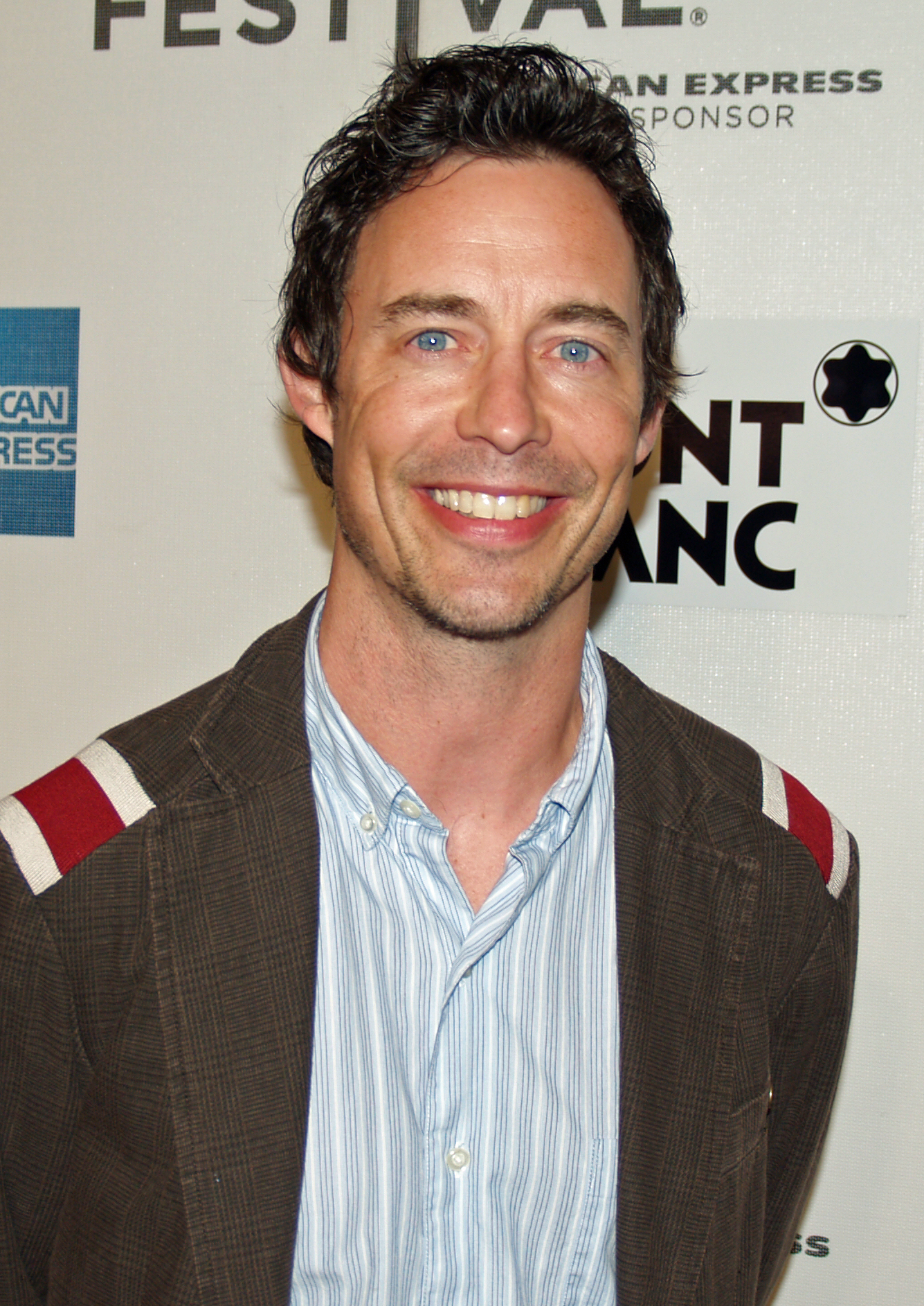
Tom Cavanagh interpreta Kingston Tanner
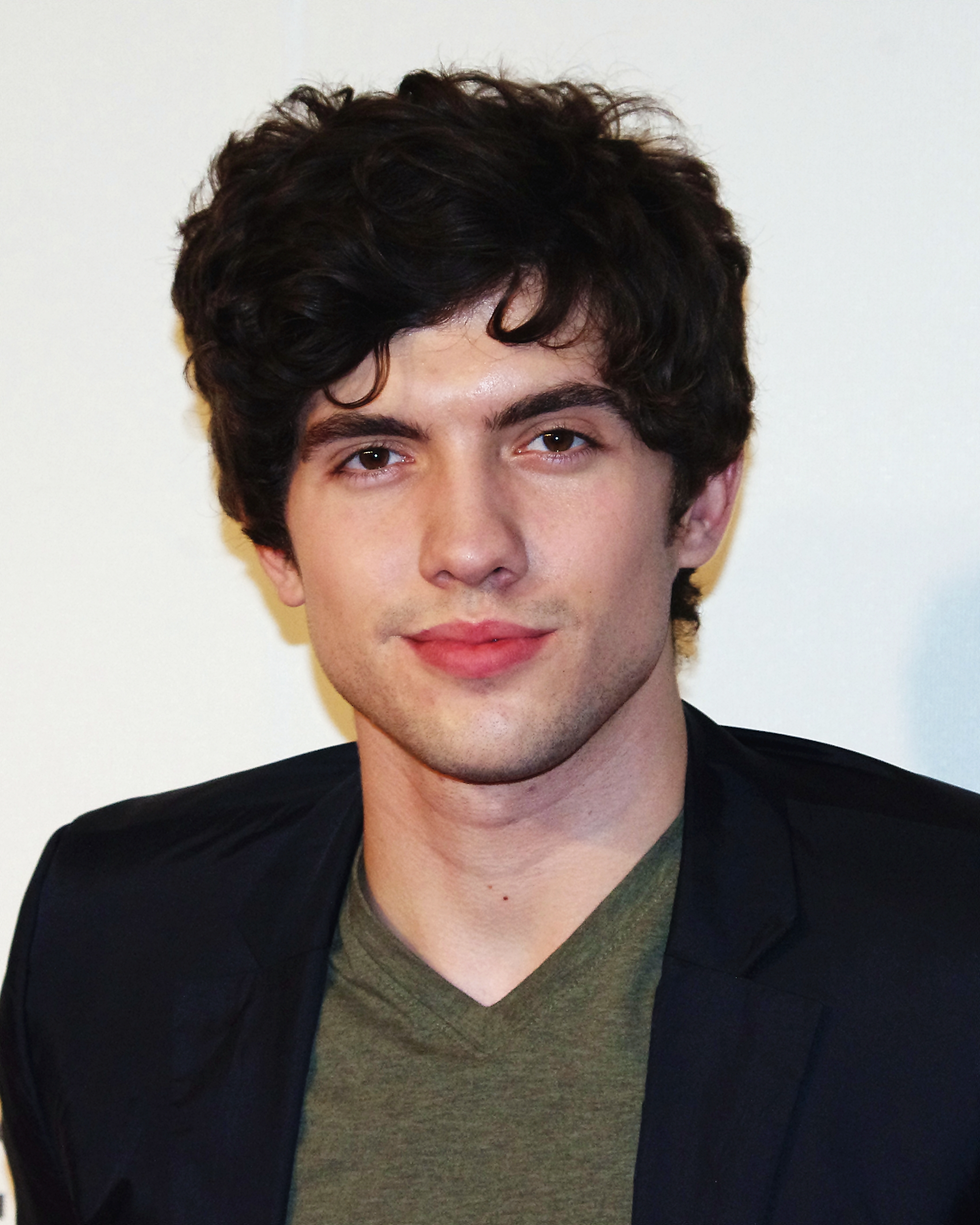
Carter Jenkins interpreta Preston Tanner
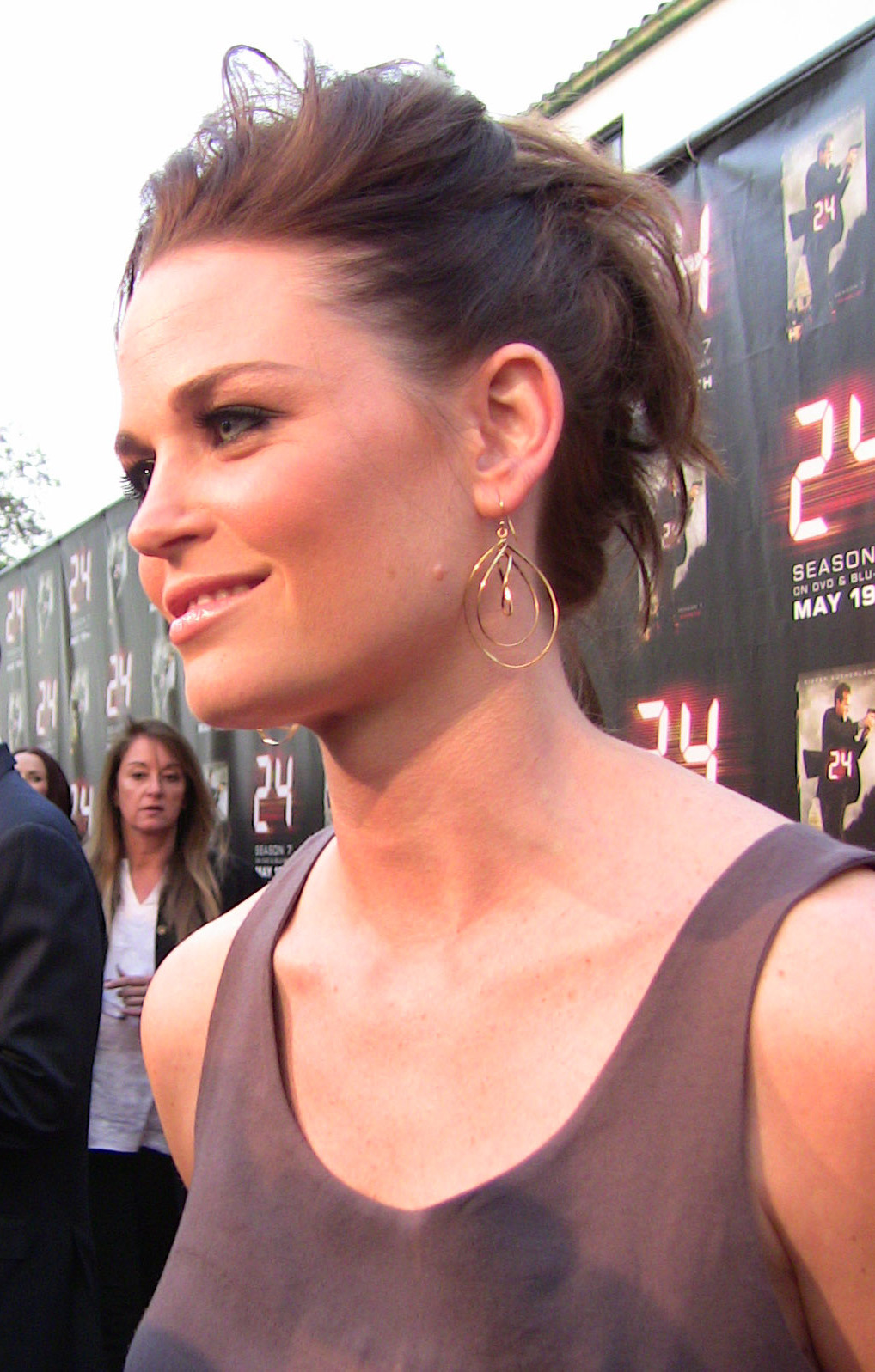
Sprague Grayden interpreta Carrie Cooke
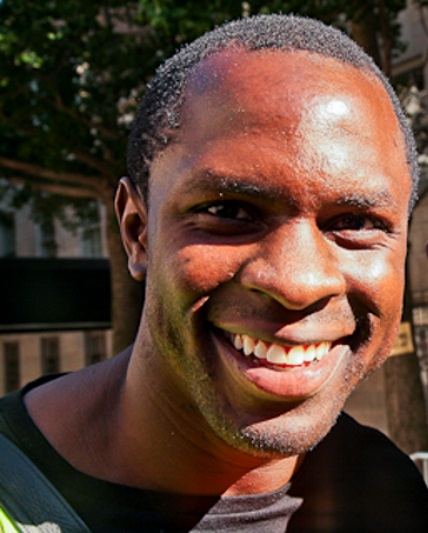
Gbenga Akinnagbe interpreta Tom Reyes
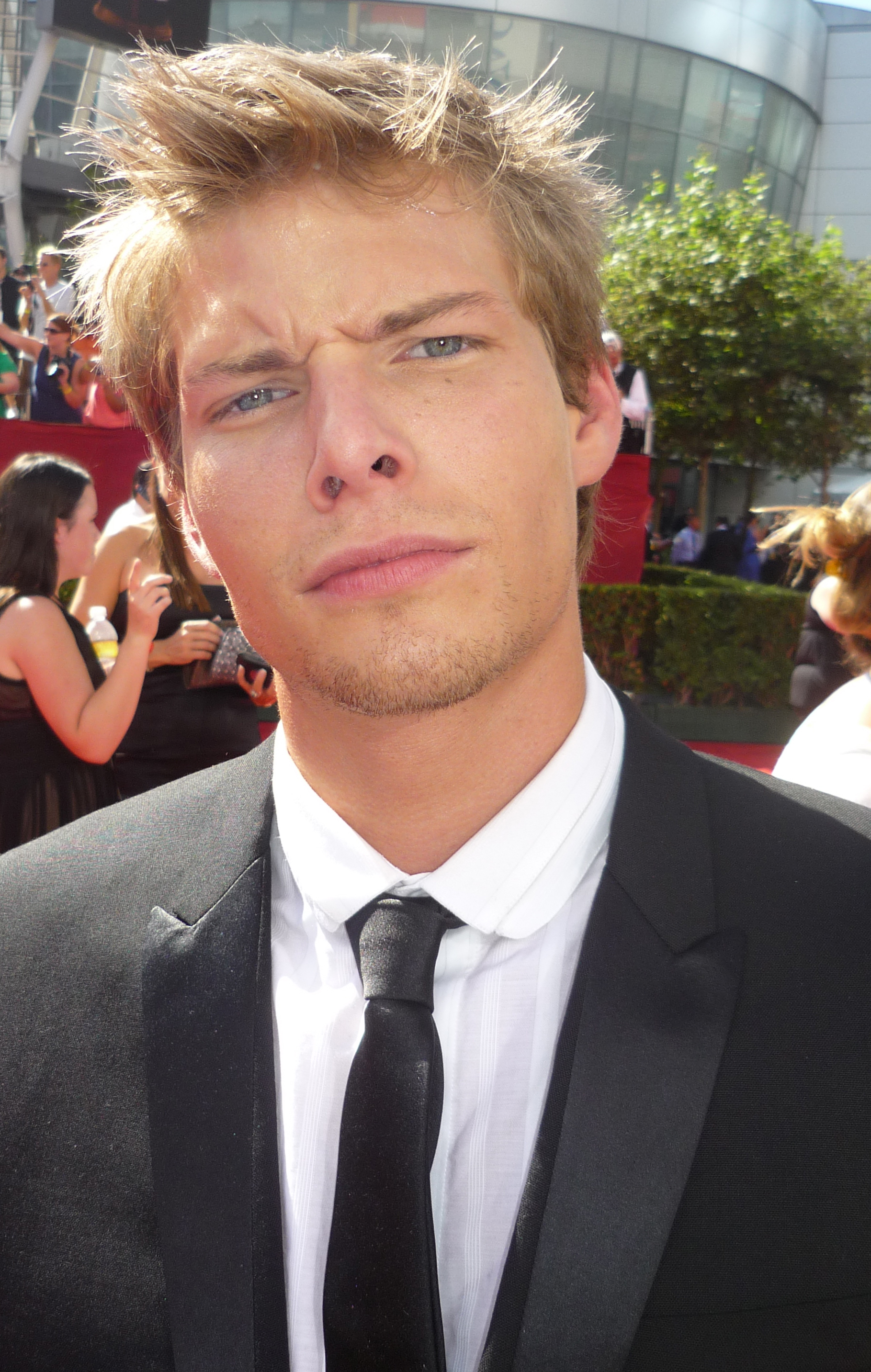
Hunter Parrish interpreta Kyle Locke
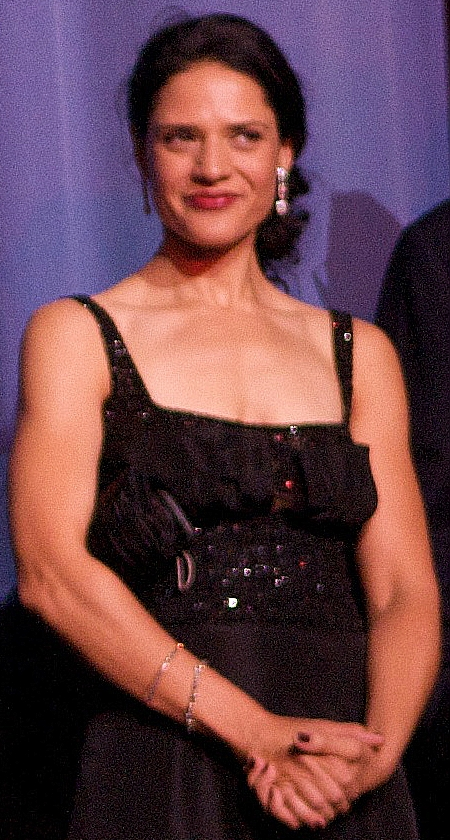
Monique Gabriela Curnen interpreta Erin Sloan
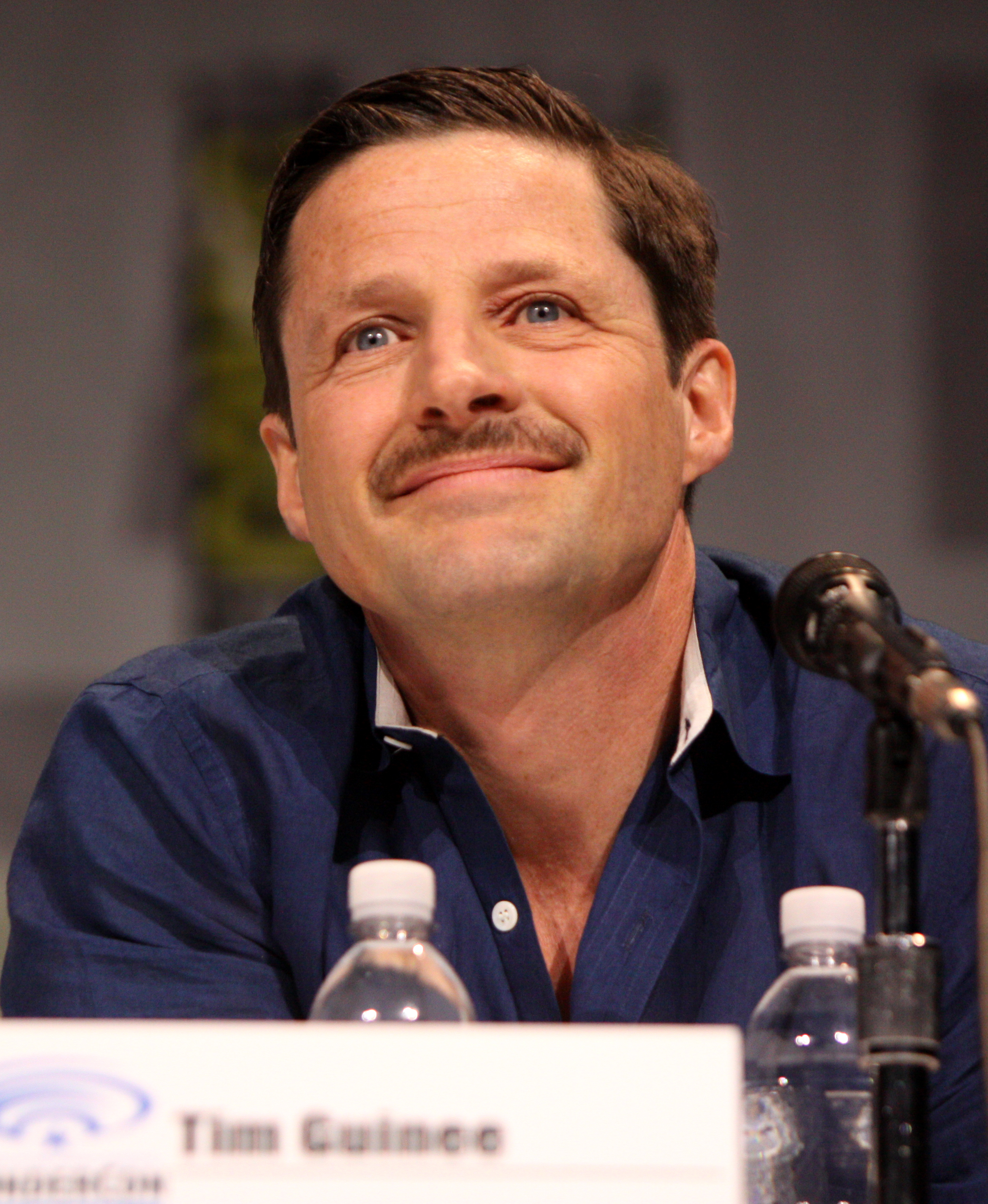
Tim Guinee interpreta Duncan Banks
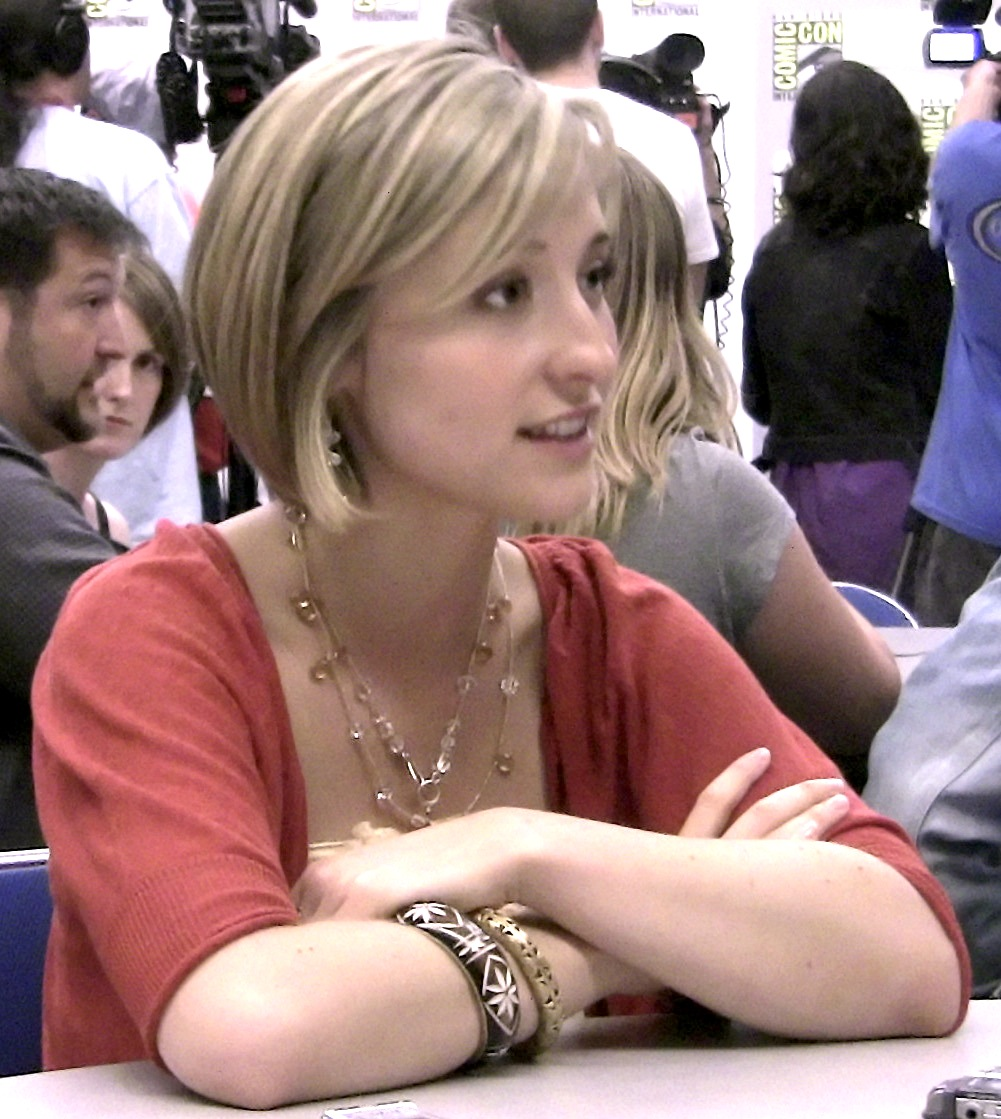
Allison Mack interpreta Hilary
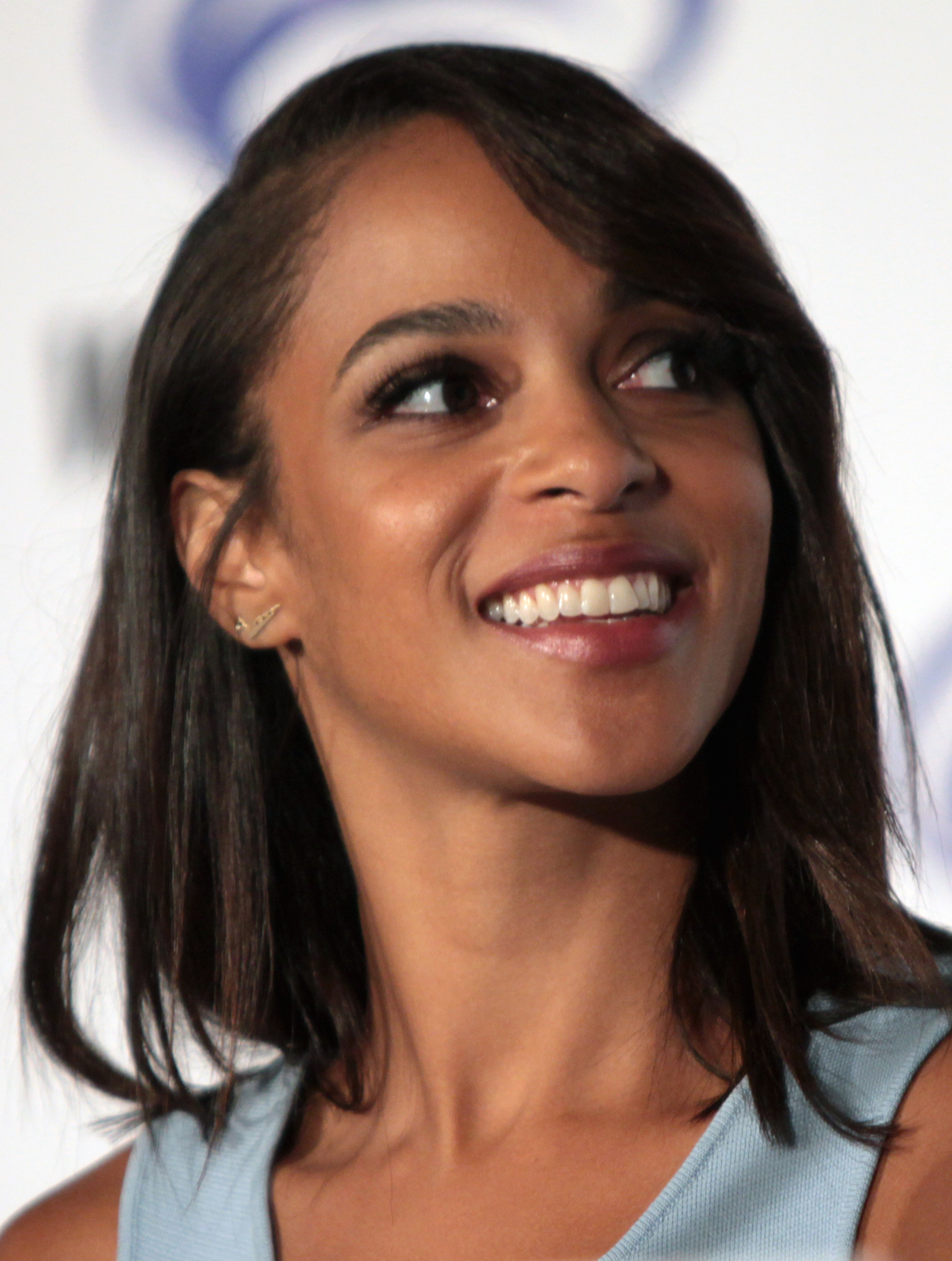
Megalyn Echikunwoke interpreta Sophia "Penny" Tyler
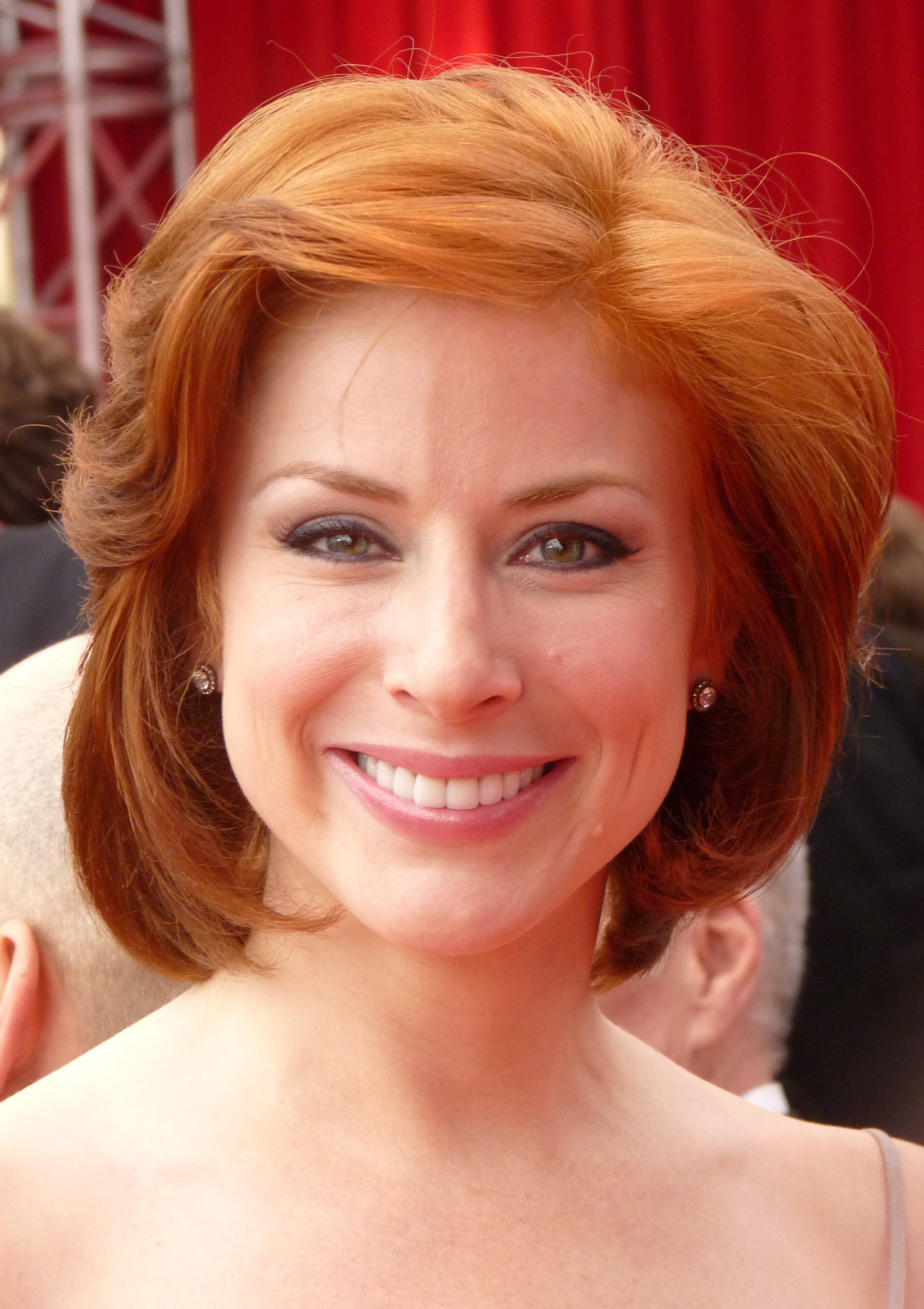
Diane Neal interpreta Lisa Campbell

## Produzione

### Concezione

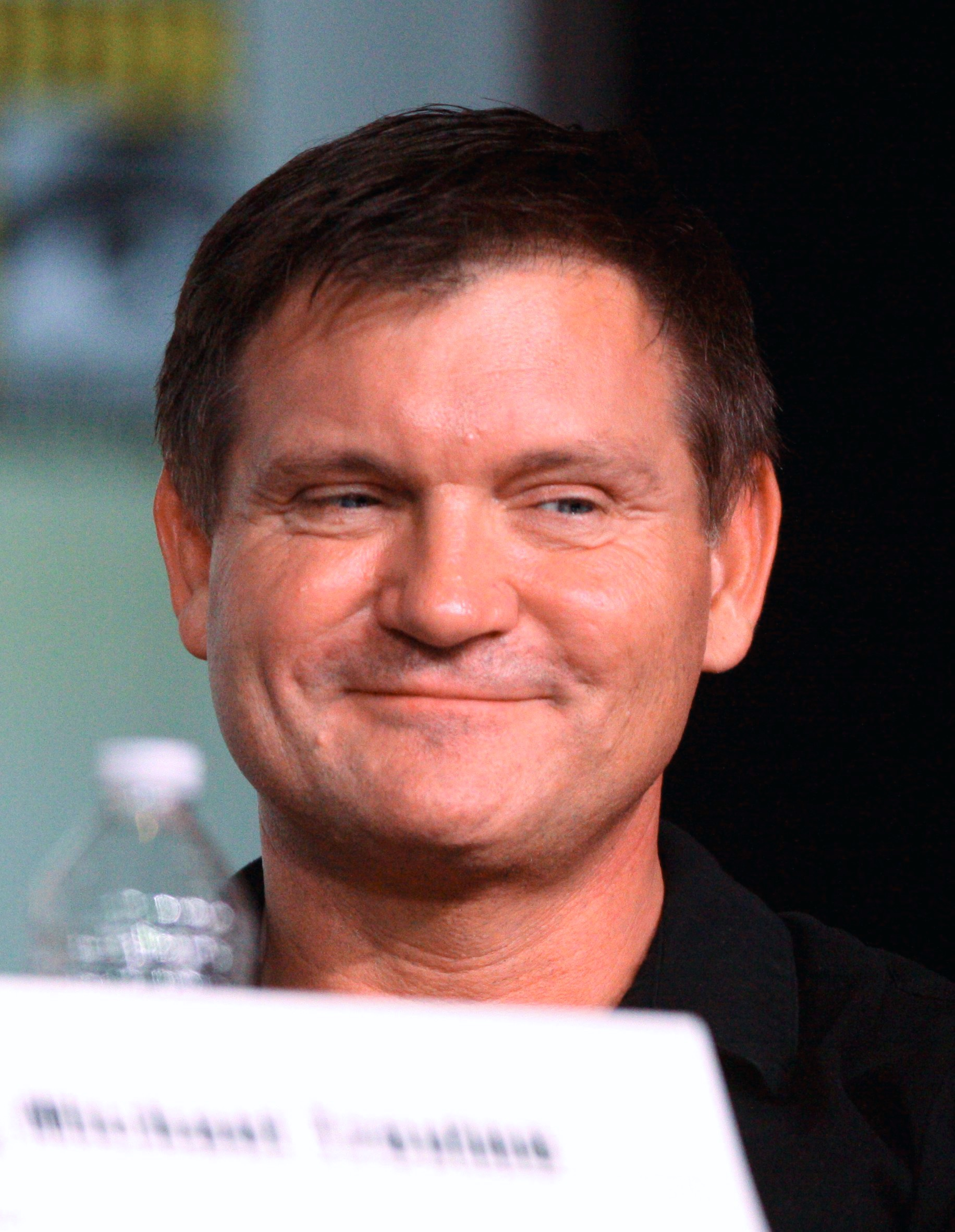
Kevin Williamson,
ideatore della serie

La Fox diede il via libera al progetto ideato da Kevin Williamson il 26 settembre 2011, commissionando la scrittura della sceneggiatura di un episodio pilota per quella che venne descritta come una nuova serie thriller che tiene col fiato sospeso, incentrata su un serial killer che alimenta attraverso internet un culto verso gli omicidi seriali e un agente dell'FBI che si ritrova sulla sua strada. Precedentemente Williamson era già stato autore di diversi film celebri con protagonisti assassini seriali, tra cui So cosa hai fatto e la saga di Scream.
Dopo aver visionato una prima versione della sceneggiatura, il 9 gennaio 2012 la rete statunitense confermò la produzione del pilot, la cui regia venne affidata a Marcos Siega il successivo 20 gennaio. Siega aveva già diretto anche l'episodio pilota di The Vampire Diaries, anch'esso scritto da Williamson.
Williamson, che per scrivere opere con protagonisti serial killer trasse ispirazione dagli omicidi compiuti da Danny Rolling, in un'intervista spiegò di aver utilizzato materiale che era stato eliminato dalla prima versione della sceneggiatura di Scream 3, che originariamente vedeva gli omicidi compiuti da un fan club di ragazzi dedito a ripetere le gesta viste nei film della saga Stab.

### Casting
Il 1º febbraio 2012 venne annunciato il primo membro ad entrare a far parte del cast, Kevin Bacon, che fino ad allora aveva rifiutato di impegnarsi in ruoli da protagonista nelle serie televisive. Bacon interpreta il personaggio di Ryan Hardy, l'ex profiler dell'FBI che dà la caccia al serial killer; l'attore si accordò con i produttori per recitare in un numero di episodi minore rispetto a quello che normalmente compone una stagione televisiva, in modo da poter continuare a lavorare anche in altri progetti cinematografici. In un'intervista presentò il suo personaggio come un eroe dalla personalità problematica, circondato dalla morte, che contrappone al successo professionale una complicata vita privata.
L'8 febbraio fu ingaggiato James Purefoy, per il ruolo dell'assassino seriale protagonista, Joe Carroll. Nelle settimane successive furono ingaggiati anche Shawn Ashmore, per il ruolo di uno degli agenti che insegue il serial killer; Valorie Curry, interprete di Denise, giovane tata che si prende cura del figlio di Carroll; Jeananne Goossen, per il ruolo di Jennifer Mason, agente dell'FBI che affianca Ryan Hardy nelle indagini; Nico Tortorella, interprete di un amico di una delle ultime vittime dell'assassino; e Natalie Zea, per il ruolo di Claire Matthews, ex moglie di Carroll. Il 21 marzo venne ingaggiata Maggie Grace, interprete di Sarah Fuller, unica vittima ad essere sopravvissuta all'aggressione del killer; mentre il 5 marzo era stato ingaggiato anche Adan Canto, per il ruolo di Billy, amico di Sarah. Dopo le riprese del pilot, Jeananne Goossen abbandonò il cast e il suo personaggio attraversò una fase di riscrittura, per poi venire sostituito da Debra Parker, per la quale il 3 agosto venne ingaggiata Annie Parisse.

### Riprese
Le riprese dell'episodio pilota si sono svolte nel mese di marzo 2012 nella città di Atlanta, in Georgia.

### Programmazione
Dopo aver visionato il pilot, il 9 maggio 2012 la FOX approvò la produzione di una prima stagione completa, trasmessa in midseason dal 21 gennaio 2013. Inoltre, il 4 marzo 2013, la rete rinnovò la serie per una seconda stagione composta, come la prima, da quindici episodi. Il 7 marzo 2014 la FOX annunciò il rinnovo della serie per una terza stagione. L'8 maggio 2015 la FOX ha annunciato la cancellazione della serie.

## Accoglienza

### Ascolti
La première dell'episodio pilota, negli Stati Uniti, fu seguita da circa 10.420.000 telespettatori, registrando uno share del 3,2% nella fascia di riferimento 18-49 anni.

### Critica
The Following fu accolta da recensioni miste. Secondo Variety si tratta di una serie sapientemente realizzata, la cui trama è imprevedibile, ricca di tensione e colpi di scena. USA Today la presentò come una delle serie più violente e spaventose mai prodotte per una rete televisiva commerciale; secondo il quotidiano statunitense la serie, ben narrata e recitata, è incentrata come altri crime drama su una battaglia tra bene e male, dove il bene è rappresentato come incerto e segnato dal passato e il male come intelligente e profondamente depravato. Il New York Daily News giudicò il pilot intenso e di alta qualità. Per il San Francisco Chronicle, invece, la serie è ricca di cliché e la violenza è fin troppo gratuita, elemento senza il quale sarebbe potuta essere un buon thriller psicologico. Dello stesso avviso fu il Boston Globe, secondo cui la violenza non è dosata nel modo giusto per creare lo stesso effetto che è valso la fama di serie come Dexter o Boardwalk Empire. Anche secondo il The Hollywood Reporter i produttori hanno fallito nell'intento di imitare la qualità offerta da molti programmi della televisione via cavo.

### Controversie
La serie debuttò nel mese seguente il massacro alla Sandy Hook Elementary School, che generò un dibattito, oltre che sulla proliferazione delle armi negli Stati Uniti, anche sul livello di violenza rappresentato nel mondo dell'intrattenimento. Alla Fox furono quindi mosse delle critiche sia riguardo alla scelta di produrre una serie tanto violenta, sia sulla decisione di mandarla in onda in prima serata e di non posticipare la data di debutto. Kevin Reilly, presidente del settore intrattenimento per la Fox Broadcasting Company, ammise che le tempistiche non furono ideali, tuttavia respinse ogni critica. Reilly si difese affermando che se quanto accaduto a Newtown non si fosse verificato, nessuno si sarebbe lamentato, e ricordando come diverse altre serie violente e macabre siano tra le più seguite e apprezzate dalla critica.

## Promozione
Il 14 maggio 2012 venne diffuso il primo trailer ufficiale. Il 14 luglio 2012 la serie fu presentata ai visitatori del San Diego Comic-Con International, dove tre giorni prima era stato proiettato in anteprima l'episodio pilota, destando reazioni positive nel pubblico.

## Trasmissione internazionale
In Canada la serie va in onda in contemporanea con gli Stati Uniti, dal 21 gennaio 2013 su Citytv. Nel Regno Unito è trasmessa dal giorno seguente su Sky Atlantic, della piattaforma pay British Sky Broadcasting. In Turchia va in onda dal 23 gennaio 2013 su Dizimax Vice HD; in Spagna dal seguente 29 gennaio su TNT. In Italia la serie è trasmessa su Premium Crime canale della piattaforma Mediaset Premium, e da Sky Uno dal 4 febbraio 2013. In chiaro è trasmessa dal 17 ottobre 2013 su Italia 1.